# Holocaust

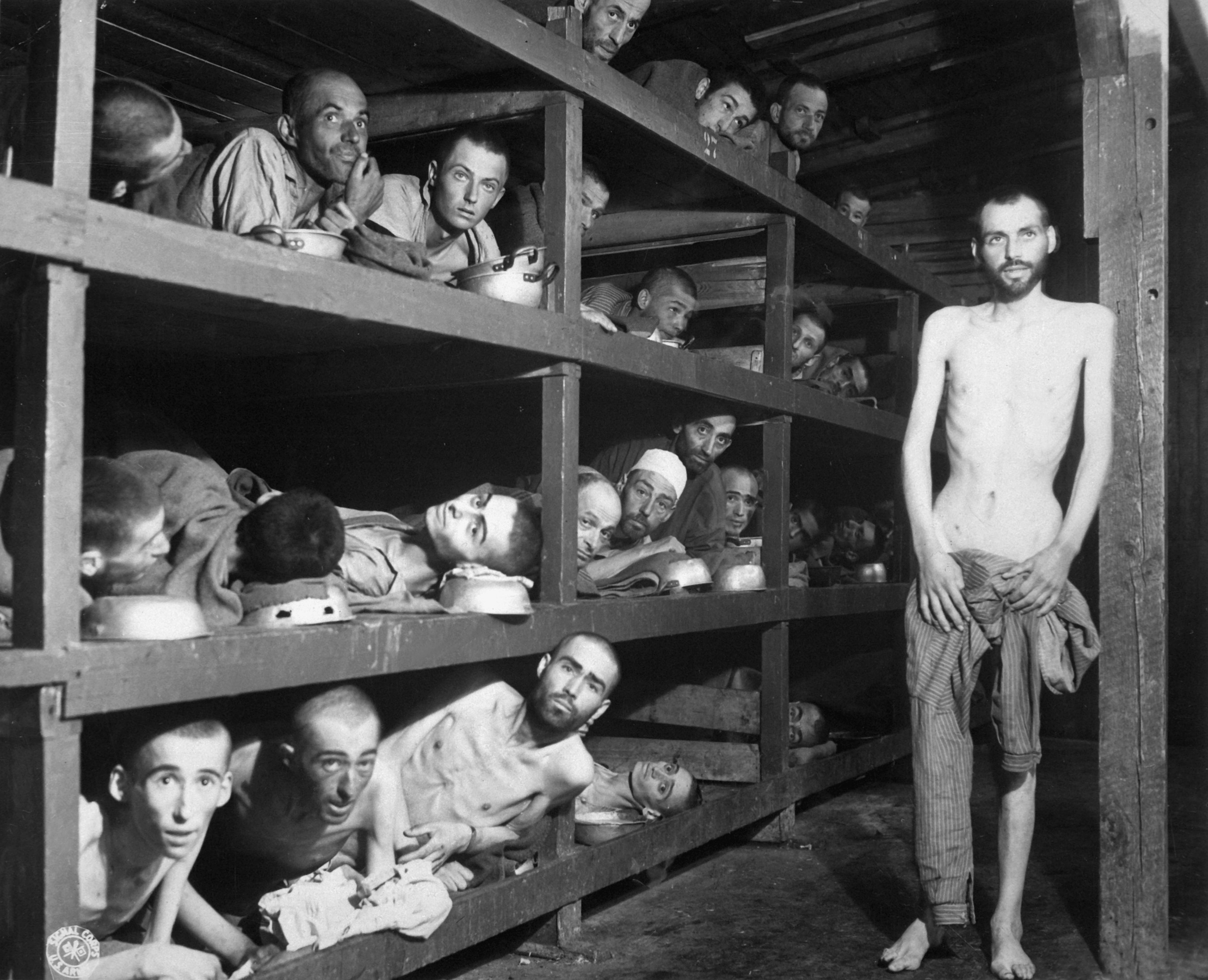
Supraviețuitori ai Holocaustului, în ziua eliberării din lagărul Buchenwald de către trupele americane. Al șaptelea, în cel de-al doilea rând de jos este laureatul Premiului Nobel pentru Pace Elie Wiesel, evreu din România (Transilvania de Nord).

Holocaust (din greacă ὁλόκαυστον (holókauston): holos, „complet” și kaustos, „a arde”; în ebraică: Hașoa השואה, în idiș: Hurben חורבן) este termenul care reprezintă cel mai mare masacru din istorie. În timpul celui de-al Doilea Război Mondial au fost asasinați circa șase milioane de evrei de toate vârstele, majoritatea din Europa dar, ca parte din „soluția finală a problemei evreiești” au fost persecutați și asasinați evrei și în Asia și nordul Africii, conform programului de exterminare a evreilor plănuit și executat de regimul național-socialist din Germania, condus de Adolf Hitler și de colaboratorii acestuia. Între victime, s-au numărat 1,5 milioane de copii⁠(d). Termenul de „Holocaust” se referă exclusiv la masacrarea evreilor, și nu la alte asasinate - fasciștii și acoliții lor au asasinat și numeroși neevrei, precum romi, polonezi⁠(d), cetățeni sovietici⁠(d) și alte grupuri etnice slave, prizonieri de război⁠(d), homosexuali⁠(d), martori ai lui Iehova, negri⁠(d), adversari politici ai naziștilor și handicapați fizic și mental (Aktion T4). Se estimează că peste 200.000 de asasini au participat la Holocaust⁠(d). Toate ramurile birocrației de stat în regimurile fasciste, sub coordonarea SS, cu îndrumări din partea conducerii Partidului Nazist au fost implicate în logistica și în punerea în aplicare a acestei politici criminale. Uciderile au fost comise în toată Europa ocupată de germani⁠(d), precum și în Germania Nazistă propriu-zisă și în teritoriile controlate de aliații acesteia. Circa 42.500 de centre de detenție au fost utilizate la concentrarea victimelor în scopul comiterii de încălcări flagrante ale drepturilor omului.
Persecuțiile au fost efectuate pe etape, culminând cu politica de exterminare denumită „Soluția Finală a problemei evreiești⁠(d)”. În urma accederii la putere a lui Hitler, guvernul german a adoptat legi prin care evreii erau excluși din societatea civilă, cele mai cunoscute fiind Legile de la Nürnberg din 1935. Începând cu anul 1933, naziștii au început să pună la punct o rețea de lagăre de concentrare. După izbucnirea războiului în 1939, evrei germani și străini au fost înghesuiți în ghetouri. În 1941, când Germania a început cotropească noi teritorii înspre est, toate măsurile antievreiești s-au radicalizat. Unități paramilitare specializate, denumite Einsatzgruppen, au omorât circa două milioane de evrei în execuții în masă în mai puțin de un an. În prima fază, pentru masacru s-a folosit uciderea cu gloanțe, metodă considerată de eficiență scăzută pentru exterminarea unui popor deci, s-a trecut la transporturile cu Trenurile morții - vagoane de vite supra încărcate - spre lagărele de exterminare. Majoritatea celor care supraviețuiau călătoriei erau uciși sistematic în camere de gazare⁠(d) și incinerare în cuptoare special concepute. Aceasta a continuat până la sfârșitul celui de-al Doilea Război Mondial în Europa în aprilie–mai 1945.
Rezistența armată evreiască, deși a existat, a fost limitată. La revolta din ghetoul Varșovia din 1943 mii de luptători evrei neînarmați au rezistat armatei naziste cale de patru săptămâni. Circa 20.000–30.000 de partizani evrei⁠(d) au luptat activ împotriva naziștilor și colaboratorilor acestora în Europa de Est, în Rezistența Franceză -  care a dus o campanie de gherilă atât împotriva naziștilor cât și împotriva regimului de la Vichy) și în alte locuri. În Europa au fost menționate peste o sută de insurecții armate evreiești.

## Etimologie și definiții
Cuvântul original grecesc (holókauston) este o traducere a termenului ebraic olah, care înseamnă „ardere de tot” și care denumește vechiul ritual iudaic de sacrificiu în care (bucăți de) animale sau plante erau arse pe altar pentru Iahve (Elohim) căruia, după Cartea Leviticului (a treia carte a Pentateuhului), îi era plăcut mirosul acestor jertfe.
Cuvântul holocaust era folosit din secolul al XVII-lea pentru a denumi moartea violentă a unui număr mare de oameni. Spre deosebire de cuvântul masacru, de origine latină („ucidere în masă de oameni de către alți oameni”), cuvântul holocaust se putea referi și la dezastre sau catastrofe. Winston Churchill, de exemplu, l-a folosit înaintea celui de-Al Doilea Război Mondial, iar alții îl folosesc pentru a descrie Genocidul armean din Primul Război Mondial.
Din anii 1950, utilizarea sa a fost restrânsă și este folosită astăzi doar cu referire la masacrarea evreilor de către naziști în ajunul și în timpul celui de Al Doilea Război Mondial.
Cuvântul biblic-ebraic șoa (שואה), cu sensul de „calamitate” a devenit termenul standard în ebraică pentru holocaust încă din anii 1940, în Ierusalim într-o carte numită Sho'at Yehudei Polin (Holocaustul evreilor din Polonia). În primăvara anului 1942, istoricul Ben Zion Dinur (Dinaburg) din Ierusalim a folosit termenul șoa pentru a descrie exterminarea evreilor din Europa, denumind aceasta o catastrofă care simboliza situația unică a evreilor. Începând din anii 1950, termenul „holocaust” se referă, de regulă, la genocidul evreilor.
Termenul german oficial pentru exterminarea evreilor în perioada nazistă era Endlösung der Judenfrage („Soluția finală a problemei evreiești”). În germană, ca și în alte limbi, printre care engleza, termenul soluția finală este folosit ca alternativă la cel de holocaust. În România, Conducătorul Antonescu a folosit sintagma „curățirea terenului”.
Utilizarea cuvântului în sens mai larg a atras obiecțiile multor organizații evreiești înființate pentru comemorarea holocaustului evreilor, care afirmă că acest cuvânt, în sensul său prezent, este folosit pentru a descrie exterminarea evreilor și că holocaustul evreilor a fost o crimă de o asemenea anvergură și atât de specifică, ca punct culminant al unei lungi istorii a antisemitismului european, încât nu trebuie să fie subsumată, diluată într-o categorie generală cu alte crime comise de naziști sau de alți criminali.
Exemplu de extensie a termenului pentru a descrie evenimente care nu au legătură cu Al Doilea Război Mondial este folosirea de către istoricul englez Paul Preston a sintagmei „holocaustul spaniol”, în lucrarea „Holocaustul Spaniol, Inchiziție și Exterminare în secolul XX” ), pentru a desemna masacrele sălbatice care au avut loc în timpul războiului civil spaniol.. La această cifră, istoricul mai adaugă încă 170 000, care sunt victimele masacrelor naționaliștilor de dreapta, încă 50 000 masacrați în ariile aflate sub controlul republicanilor și mai adaugă încă 114 000 de victime ale dictaturii lui Franco, care a urmat războiului civil. Termenul mai este folosit și de armeni pentru a descrie genocidul armenilor din Primul Război Mondial, holocaustul ruandez și holocaustul cambodgian sunt utilizați cu referire la genocidul din Ruanda din 1994 și, respectiv, la masacrele în masă organizate de regimul khmerilor roșii din Cambodgia, iar holocaustul african descrie comerțul de sclavi și colonizarea Africii, supranumite Maafa și-n ultimă instanță, sintagma „Holocaustul roșu” vânturată de Raul Rubsel, Ion Coja, Răzvan Theodorescu, Gheorghe Buzatu ș.a.

## Trăsături distinctive

### Statul genocidar
Michael Berenbaum⁠(d) scrie că Germania devenise un stat genocidar. Fiecare ramură a birocrației sofisticate a acestei țări a fost implicată în procesul asasinatelor în masă. Bisericile parohiale și Ministerul de Interne au furnizat liste de nașteri care arătau cine este evreu; Poșta a livrat ordinele de deportare și denaturalizare; Ministerul de Finanțe a confiscat proprietățile evreiești; firmele germane au concediat muncitorii evrei și au exclus acționarii evrei; universitățile au refuzat să admită studenți evrei, au refuzat să acorde diplome celor înmatriculați și au concediat profesorii evrei; oficiile guvernamentale de transport au pregătit trenurile de deportare; companiile farmaceutice germane au testat medicamente pe prizonierii din lagăre; alte companii au licitat pentru contracte de construcție a crematoriilor; liste detaliate de victime au fost alcătuite folosind mașinile de pontaj ale companiei Dehomag⁠(d), care au făcut înregistrarea meticuloasă a omorurilor. Când intrau în lagărele morții, prizonierii erau obligați să-și predea toate obiectele personale, atent catalogate și etichetate înainte de a fi trimise în Germania pentru a fi valorificate. Berenbaum arată că “soluția finală a problemei evreiești” era “în ochii făptuitorilor... cea mai mare realizare a Germaniei.”

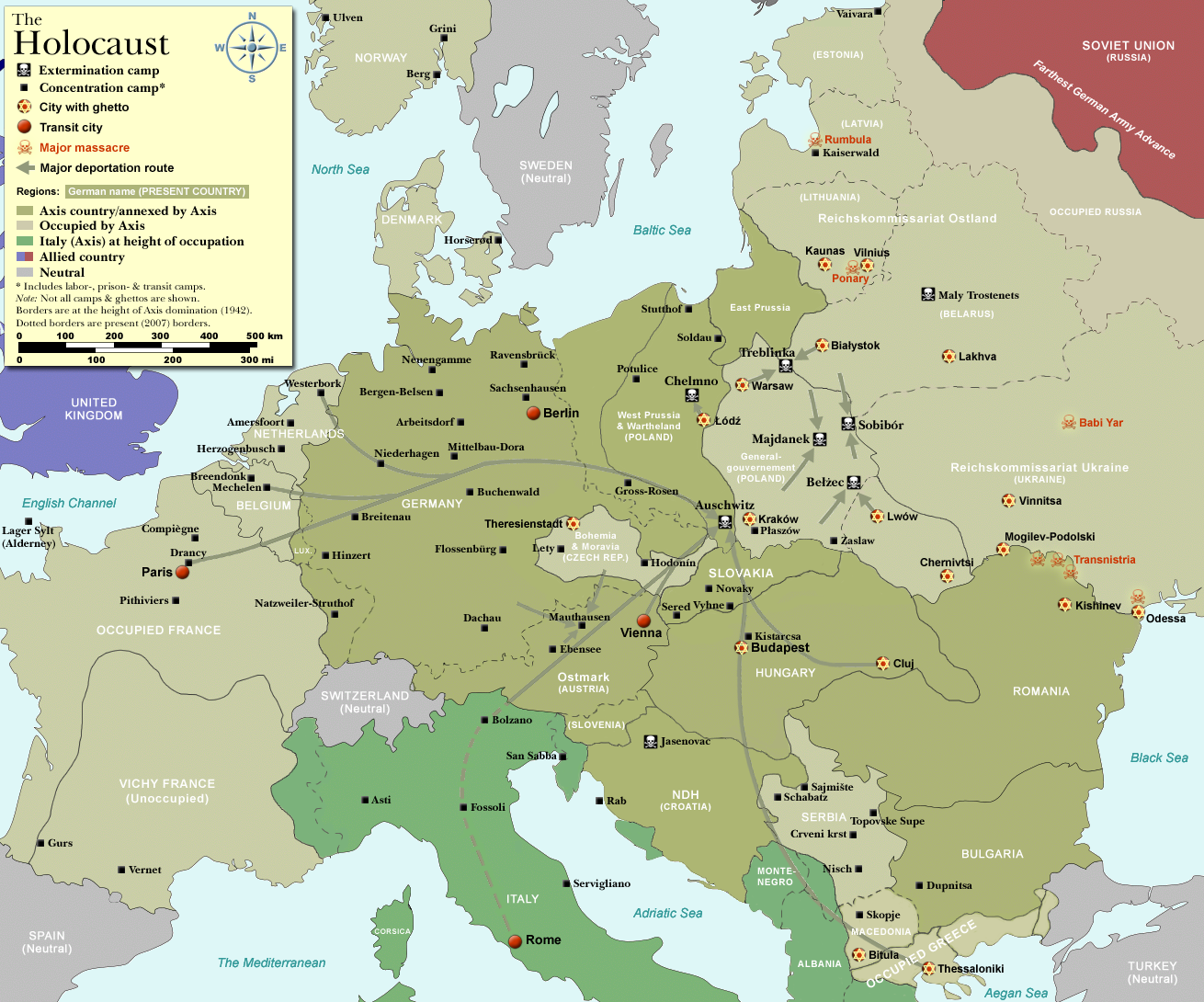
În Europa au fost înființate ghetouri în care evreii au fost închiși înainte de a fi trimiși în lagăre de concentrare.

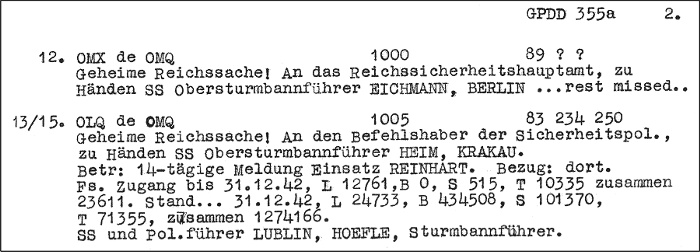
Naziștii au înregistrat metodic desfășurarea Holocaustului în mii de rapoarte și documente. În imagine, transcrierea de către un serviciu militar britanic de interceptare și descifrare a telegramei lui Hermann Höfle transmisă în ianuarie 1943 lui Adolf Eichmann; Höfle raporta că 1 274 166 de evrei fuseseră uciși în cele patru tabere ale operațiunii Operațiunea Reinhard în anul 1942.

Autorul holocaustolog Saul Friedländer scrie că: “Niciun grup social, nicio comunitate religioasă, nicio instituție academică sau profesională din Germania sau din Europa nu și-a declarat solidaritatea cu evreii.” Friedländer mai arată că unele biserici au spus că unii evrei convertiți trebuie priviți ca parte a comunității creștine, dar și aceasta doar până la un punct. Friedländer argumentează că aceasta face Holocaustul să fie deosebit, deoarece politicile antievreiești au putut să se desfășoare fără intervenția unor forțe potrivnice de felul celor care apar în mod normal în societățile avansate, cum ar fi industria, întreprinderile mici și mijlocii, bisericile și alte culte religioase sau alte grupuri de presiune și grupuri de interese.

### Ideologia și scara genocidului
Istoricul Yehuda Bauer⁠(d) afirmă că Holocaustul s-a bazat pe ideologie și pe mituri detașate de considerații practice. Eberhard Jäckel⁠(d) afirmă că o trăsătură principală și distinctivă a Holocaustului a fost aceea că pentru prima oară în istorie, un stat și-a investit resursele și întregul aparat statal pentru eliminarea completă, totală a unui întreg popor, fără excepție și cât mai repede posibil. Richard J. Evans⁠(d) a observat „obsesia” și „dorința de comprehensivitate” a germanilor în timpul Holocaustului în timp ce încercau să elimine evreii din toată lumea, și nu numai din Germania. Dogma nazistă era, așa cum afirmă David Bloxham, că evreii sunt „un popor parazit, poluant, coroziv față de orice colaborare cu ei”. Alte „rase” sau grupuri erau considerate inferioare, dar nu în același grad ca evreii. Printre aceste grupuri se numărau romii, negrii, persoanele cu handicap, infractorii și alți neadaptați sociali.
Masacrele au fost efectuate sistematic în  toate zonele teritoriului ocupat de germani⁠(d) în peste 20 de țări ocupate. Aproape 3 milioane de evrei din Polonia ocupată și între 700.000 și 2,5 milioane de evrei din Uniunea Sovietică și sute de mii de alți evrei au fost uciși în Europa ocupată de Germania. Conferința de la Wannsee stipula că „soluția finală a problemei evreiești” cuprindea toate statele neutre din Europa, precum Regatul Unit, Irlanda, Elveția, Turcia, Suedia, Portugalia, Spania, etc. Peste 200.000 de localnici se estimează că au participat la comiterea crimelor Holocaustului. Fără ajutorul colaboratorilor locali, germanii nu ar fi putut extinde Holocaustul complet peste mare parte din Europa. În Finlanda, țară aliată și dependentă de ajutorul german, trăiau înainte de război circa 1.000 de evrei. Sub pretextul că acolo locuiesc numai finlandezi, ei au refuzat clar și indisputabil să-și cedeze evreii Germaniei, cu excepția a 8 refugiați din Ungaria care au fost predați și asasinați. În Norvegia au locuit de asemenea, înainte de război, 1.800 de evrei dintre care, după război, au mai rămas în viață numai 8.

### Omorul pe scară industrială
Utilizarea lagărelor de exterminare echipate cu camere de gazare pentru exterminarea sistematică în masă a oamenilor a fost o trăsătură fără precedent a Holocaustului. Ele au fost construite cu scopul expres de a ucide milioane de oameni, în principal prin gazare⁠(d). Instalațiile construite în scopul exterminării în masă au rezultat din experimente anterioare efectuate de naziști cu gazele toxice în timpul programului secret Aktion T4 de eutanasie a bolnavilor psihic.

## Numărul evreilor uciși

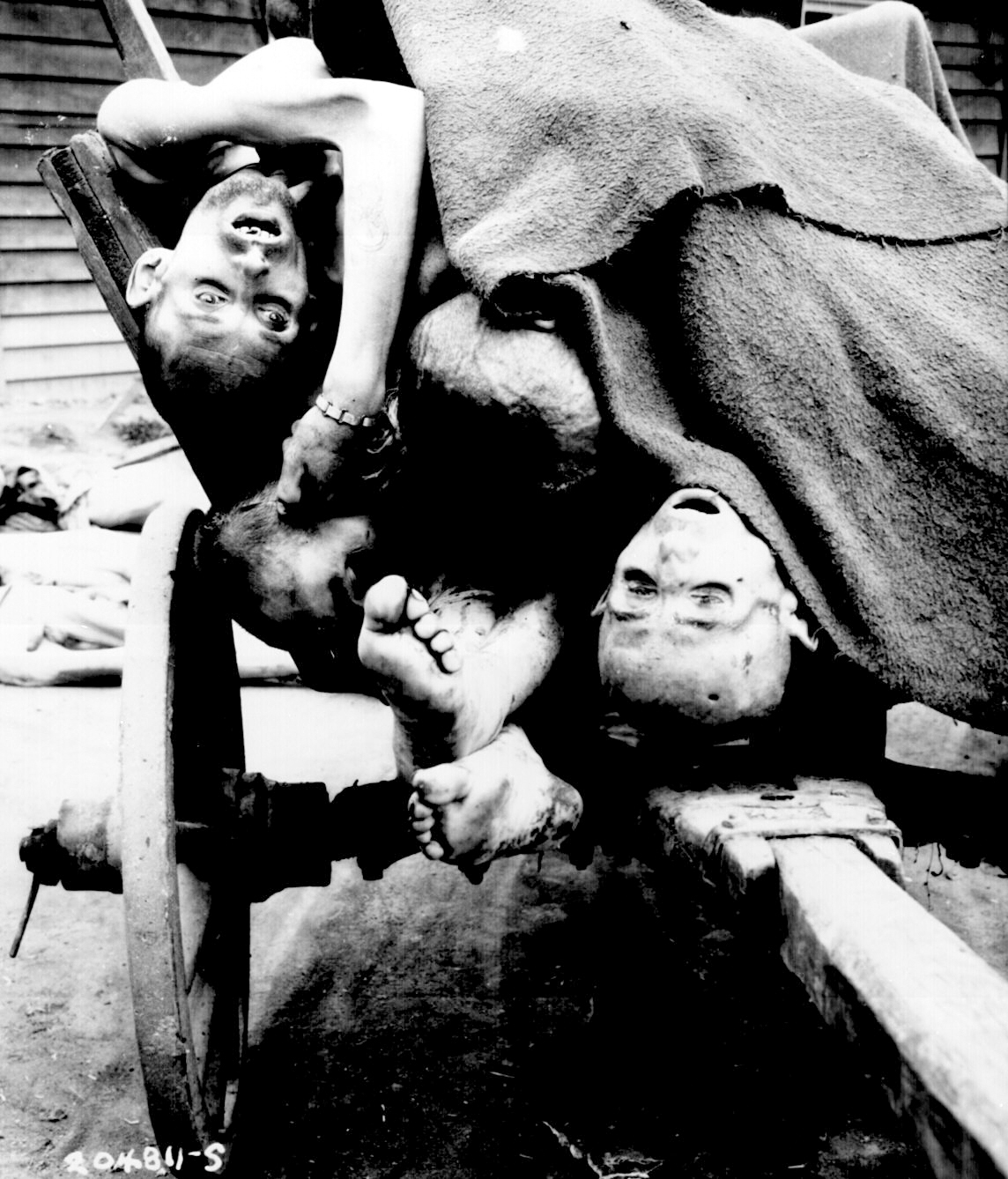
Cadavre transportate spre îngropare în Lagărul de concentrare Gusen din Mühlhausen/Thüringen - Linz, Austria.

După 1945, cifra cel mai des folosită pentru numărul de evrei uciși a fost cea de șase milioane. Centrul de comemorare al Holocaustului, Autoritatea Yad Vashem de Amintire a Eroilor și Martirilor Holocaustului din Ierusalim, comentează:
| “ | Nu este cunoscut numărul exact al evreilor uciși în Holocaust. Cifra cea mai frecventă este cea de șase milioane, avansată de Adolf Eichmann, un demnitar de rang înalt al SS-ului. Majoritatea cercetărilor confirmă că numărul victimelor s-a situat între cinci și șase milioane. Primele estimări plasau numărul la între 5,1 milioane (Profesorul Raul Hilberg) și 5,95 milioane (Jacob Leschinsky). Cercetări mai recente, ale Profesorului Yisrael Gutman și Dr. Robert Rozett în Enciclopedia Holocaustului, estimează numărul de morți între 5,59 si 5,86 milioane, iar potrivit unui studiu coordonat de cercetătorul german Wolfgang Benz numărul estimativ este de 5,29 până la 6 milioane. Principalele surse pentru aceste statistici sunt comparațiile dintre recensămintele de dinainte de război și cele postbelice. A fost folosită și documentația nazistă cu date parțiale privind diversele deportări și asasinate. Se estimează că centrul de comemorare și documentare Yad Vashem are în prezent peste patru milioane de nume ale victimelor. | ” |

În a treia ediție a lucrării sale în trei volume, The Destruction of the European Jews, Raul Hilberg a estimat numărul evreilor omorâți în Holocaust la 5,1 milioane. Această cifră include "peste 800 000" care au murit din cauza "ghetoizării și privațiunilor"; 1 400 000 uciși prin "împușcare în aer liber"; și "până la 2 900 000" pieriți în lagăre de concentrare (Konzentrationslager). Hilberg estimează numărul de morți în Polonia la "până la 3 000 000".
Cifrele avansate de cercetătorul Hilberg sunt, în general, considerate a fi o estimare minimală, întrucât, de regulă, el includea numai cazurile mortale pentru care există dovezi certe și evita orice ajustare statistică. Istoricul britanic Martin Gilbert⁠(d) a folosit o abordare similară în lucrarea sa Atlas of the Holocaust, dar a ajuns la un număr de 5,75 milioane de evrei morți, deoarece a estimat numere mai mari de evrei uciși în Rusia și în alte locuri.
Lucy S. Dawidowicz⁠(d) a folosit date din recensămintele de dinainte de război pentru a estima numărul evreilor omorâți la 5,934 milioane.
Unul dintre cei mai reputați cercetători germani ai Holocaustului, Wolfgang Benz, de la Universitatea Tehnică Berlin, citează între 5,3 și 6,2 milioane de victime în Dimension des Volksmords, iar Yisrael Gutman și Robert Rozett estimează, în Encyclopedia Holocaustului (1990), numărul victimelor ca fiind între 5,59 și 5,86 milioane.
În teritoriile controlate direct sau indirect de naziști au trăit între 8 și 10 milioane de evrei. Incertitudinea apare din lipsa de informații privind numărul de evrei domiciliați în Uniunea Sovietică. Cele 6 milioane de victime ale Holocaustului reprezintă, astfel, între 60% și 75% dintre evreii europeni. Au fost exterminați peste 90% din evreii polonezi, care fuseseră în număr de 3,3 milioane. Aceeași proporție se înregistrează și în țările baltice Letonia și Lituania, dar mare parte din evreii din Estonia au fost evacuați la timp. În Cehoslovacia, Grecia, Olanda și Iugoslavia, au fost uciși peste 70%. Peste 50% au fost uciși în Belgia, Ungaria și România. Este posibil ca o proporție similară să fi murit în Belarus și Ucraina, dar cifrele pentru aceste țări sunt mai puțin sigure. Printre țările cu mortalitate mai mică în Holocaust se numără Bulgaria, Danemarca, Franța, Italia și Norvegia. Dintre cei 750 000 de evrei care trăiau în Germania și Austria în 1933, au supraviețuit doar aproximativ un sfert. Înainte de 1939 s-au refugiat din Germania foarte mulți evrei, însă în majoritate și-au ales locuri de refugiu în Cehoslovacia, Franța și Olanda, de unde, ca urmare a ocupării acestor țări de armata hitleristă, au fost deportați în lagăre și, în mare parte, uciși.
Numărul celor uciși în principalele lagăre de muncă forțată și exterminare este estimat după cum urmează:
Auschwitz-Birkenau: 1,4 milioane; Belzec: 600 000; Chełmno: 320 000; Lagărul de exterminare Majdanek: 360 000; Maly Trostineț: 65 000; Sobibór: 250 000; și Treblinka: 870 000.
De aici rezultă un total de peste 3,8 milioane; dintre aceștia, 80%–90% se estimează că au fost evrei. Numai în aceste șapte lagăre au murit jumătate din numărul total de evrei uciși în întregul Holocaust. Practic întreaga populație evreiască a Poloniei a murit în aceste lagăre.
Cel puțin o jumătate de milion de evrei au murit în alte lagăre, inclusiv în marile lagăre de concentrare din Germania. Acestea nu erau lagăre de exterminare propriu-zise, însă au avut în diverse momente un număr mare de prizonieri, îndeosebi în ultimul an al războiului, când naziștii s-au retras din Polonia. Aproximativ un milion de oameni au murit în aceste lagăre și, deși proporția de evrei nu este cunoscută cu certitudine, a fost estimată la 50%.
Alți între 800 000 și 1 milion de evrei au fost uciși de unitățile speciale de lichidare, numite Einsatzgruppen, în teritoriile sovietice ocupate (cifră aproximativă, deoarece omorurile comise de Einsatzgruppen erau adesea nedocumentate). Mulți alții au murit prin executare ori din cauza bolilor și malnutriției în ghetourile din Polonia, înainte să fi putut fi deportați.

## Originea

### Antisemitism și rasism
De-a lungul Evului Mediu european, evreii au fost supuși antisemitismului bazat pe teologia creștină, care îi blama pentru respingerea și uciderea lui Isus. Chiar și după Reformă, catolicismul și lutheranismul au continuat să-i persecute pe evrei, acuzându-i de omoruri rituale și supunându-i pogromurilor și expulzărilor. A doua jumătate a secolului al XIX-lea a adus apariția în Germania și Austro-Ungaria a  mișcării Völkisch dezvoltată de gânditori ca Houston Stewart Chamberlain și Paul de Lagarde⁠(d). Mișcarea îmbrățișa un rasism pseudoștiințific și îi considera pe evrei o rasă ai cărei membri erau într-o luptă pe viață și pe moarte cu rasa ariană pentru dominarea lumii.

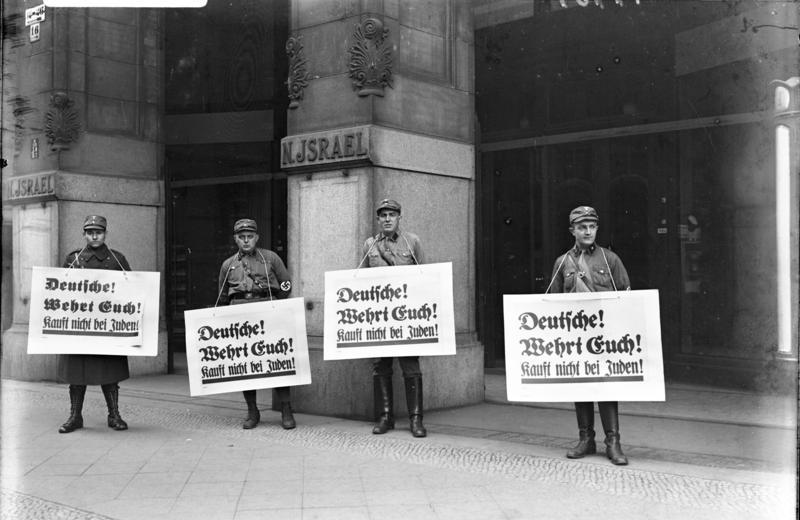
Antisemitismul în Germania: la 1 aprilie 1933, SA a cerut boicot național al afacerilor evreiești. Aici, ei sunt în fața din Berlin. Pe pancarte scrie: „Germani! Apărați-vă! Nu cumpărați de la evrei!” („Deutsche! Wehrt Euch! Kauft nicht bei Juden!”) Magazinul avea să fie devastat de Kristallnacht în 1938, apoi transferat unei familii neevreiești.

În Imperiul German, noțiunile völkisch și rasismul pseudo-științific⁠(d) deveniseră fapt divers și erau acceptate în toată Germania, clasele profesioniste ale țării adoptând o ideologie care nu îi considera pe oamenii de rase diferite ca fiind egali și cu valori ereditare egale. Deși partidele völkisch au avut la început o oarecare susținere în alegeri, până în 1914 ele și-au pierdut influența, ceea ce nu înseamnă că antisemitismul dispăruse. El a fost încorporat în platformele unor partide politice mainstream.

### Germania după Primul Război Mondial
Situația politică în Germania și în restul Europei după Primul Război Mondial (1914–1918) a contribuit și ea la escaladarea antisemitismului virulent. Mulți germani nu acceptau faptul că țara lor fusese învinsă în război, ceea ce a dat naștere mitului înjunghierii pe la spate. Mitul insinua ca politicienii trădători, în principal evreii și comuniștii, orchestraseră capitularea Germaniei. Inflamarea sentimentului antievreiesc a fost cauzată și de un alt mit, cel al aparenței suprareprezentării etnicilor evrei la conducerea guvernelor revoluționare comuniste din Europa, cum ar fi Ernst Toller⁠(d), care a condus un efemer guvern revoluționar în Bavaria. Această suprareprezentare percepută a contribuit la noțiunea propagandistică de „bolșevism evreiesc”.
Greutățile economice ale Marii Crize a făcut o parte din stabilimentul medical german să susțină eutanasierea celor cu handicap „incurabil”, mintal și fizic ca măsură de reducere a costurilor pentru a elibera bani pentru îngrijirea celor ce puteau fi vindecați. Când naziștii au ajuns la putere în 1933, deja exista în politicile sociale germane un curent care susținea  salvarea celor „valoroși” din punct de vedere rasial și scăparea societății de cei „nedoriți”.
Partidul Național-Socialist al Muncitorilor Germani, sau Partidul Nazist, a apărut în 1920 ca ramură a mișcării völkisch și adoptase forma de antisemitism a acelei mișcări. Printre primii antisemiți din Partidul Nazist s-au numărat Alfred Rosenberg, care în anii 1920 scria articole antisemite în Völkischer Beobachter, și Dietrich Eckart, redactor la Völkischer Beobachter. Viziunea lui Rosenberg privind o conspirație evreiască secretă care domină lumea avea să influențeze viziunea lui Hitler asupra evreilor prin prezentarea lor ca forță motrice a comunismului.

### Viziunea lui Hitler asupra lumii
Originea și prima expresie a antisemitismului lui Hitler rămân subiect de dezbateri. Ideea centrală a filosofiei lui Hitler era expansiunea și lebensraum (spațiul vital) pentru Germania. Hitler își arăta deschis ura față de evrei și subscria majorității stereotipurilor antisemite. De la începutul anilor 1920, Hitler punea semnul egal între evrei și microbi și susținea că trebuie tratați exact la fel. Hitler considera marxismul o doctrină evreiască și proclama că luptă împotriva „marxismului evreiesc”. El credea că evreii creaseră comunismul în cadrul unei conspirații ce viza distrugerea Germaniei. În anii 1920, ziaristul Joseph Hell susținea că atunci când l-a întrebat pe Hitler ce va face evreilor odată ajuns la putere, el a răspuns că „prima și cea dintâi sarcină va fi anihilarea evreilor”.

## Ascensiunea Germaniei Naziste

### Dictatură și represiune (1933–1939)
Odată cu proclamarea celui de al Treilea Reich, liderii germani au proclamat și renașterea „comunității poporului” de solidaritate împotriva dușmanilor din interior și din exterior (Volksgemeinschaft⁠(d)). Politicile naziste au împărțit populația în două categorii, „tovarășii naționali” (Volksgenossen) care aparțineau Volksgemeinschaftului, și „străinii de comunitate” (Gemeinschaftsfremde). Dușmanii erau împărțiți în trei grupuri principale de oameni, dușmanii de „rasă”, ca evreii și romii fiind considerați dușmani „de sânge”; adversarii politici ai nazismului, ca marxiștii, liberalii, creștinii și „reacționarii” erau considerați „tovarăși naționali” devianți; adversarii morali ca homosexualii, „neharnicii” și infractorii recidiviști erau tot „tovarăși naționali” devianți. Ultimele două grupuri au fost trimise în lagăre de concentrare pentru „reeducare”, cu scopul de a-i absorbi în cele din urmă în Volksgemeinschaft. Dușmanii de „rasă”, ca evreii, nu puteau niciodată să facă parte din Volksgemeinschaft; ei trebuia să fie înlăturați total din societate.

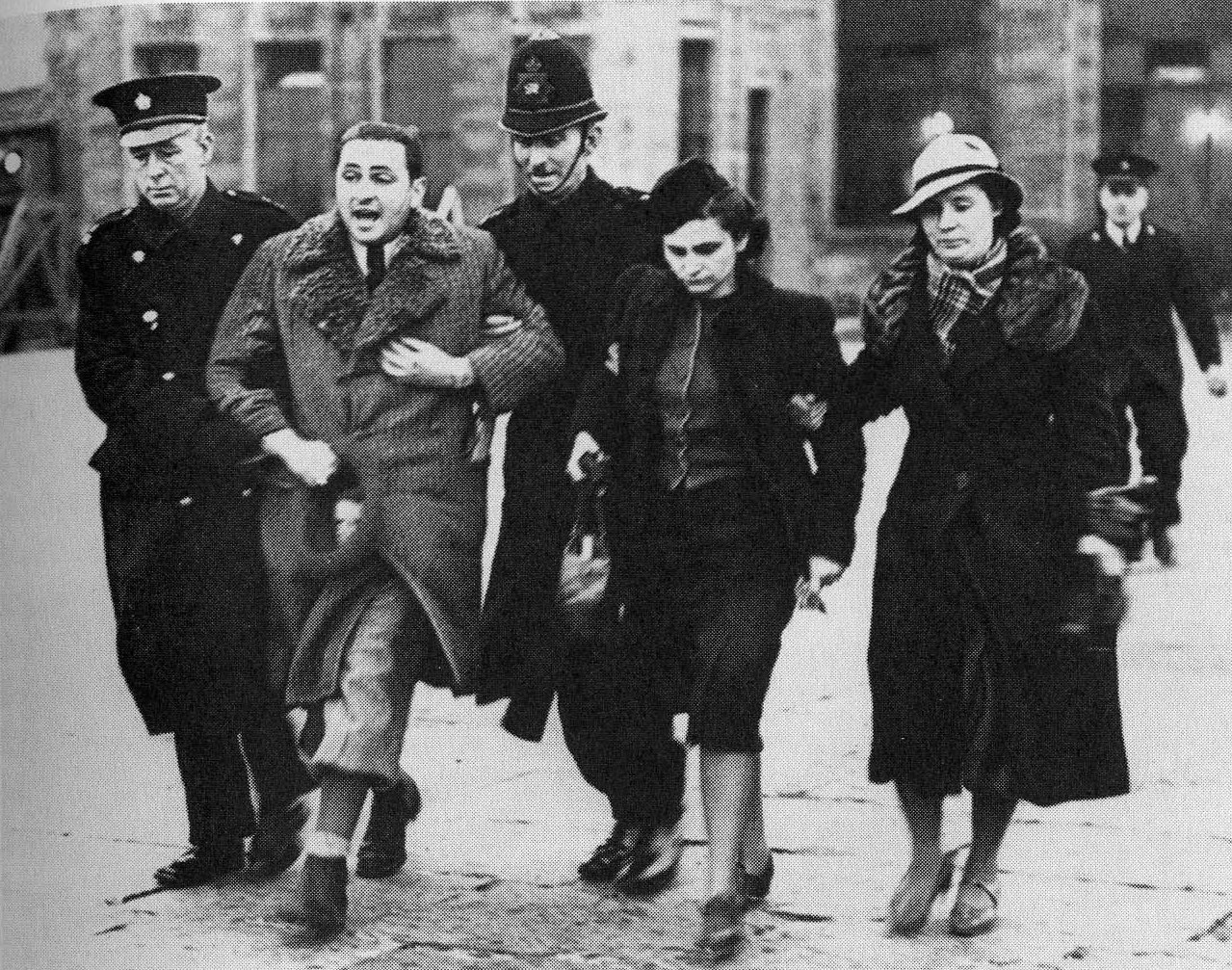
Refugiați evrei izgoniți de poliția britanică în martie 1939 către Varșovia.

În preludiul alegerilor din martie 1933 pentru Reichstag și după acestea, naziștii și-au intensificat campania de violență  împotriva adversarilor lor. Ei au organizat lagăre de concentrare pentru încarcerarea extrajudiciară a inamicilor lor. Unul dintre primele, cel de la Dachau, s-a deschis la 9 martie 1933. Inițial, lagărul conținea în principal comuniști și social-democrați. Alte foste închisori au fost consolidate până la jumătatea lui 1934 și transformate în lagăre aflate în afara orașelor și administrate exclusiv de către SS. Scopul inițial al lagărelor a fost cel de a-i teroriza pe germanii care nu se conformează normelor sociale.
În anii 1930, drepturile legale, economice și sociale ale evreilor au fost continuu restrânse. La 1 aprilie 1933, a avut loc un boicot al magazinelor evreiești⁠(d). La 7 aprilie 1933, a fost adoptată Legea pentru Restaurarea Serviciului Profesional Civil⁠(d), prin care toți evreii și alți „nearieni” erau excluși din slujba statului. Avocații evrei au fost excluși din barouri. Studenții evrei au fost împiedicați de un sistem de cote de la a învăța în școli și universități, și de a aparține Asociației Ziariștilor, de a fi redactori sau patroni de publicații. Afacerile evreiești au fost luate în evidență pentru închidere sau „arianizare”, vânzarea forțată către germani. Din cele aproximativ 50.000 de afaceri deținute de evrei în Germania în 1933, doar circa 7000 mai erau în proprietatea evreilor în aprilie 1939. Pe lângă înlăturarea evreilor din viața economică, li s-a interzis și majoritatea activităților sociale și accesul în spațiile publice. Operele compozitorilor evrei, autorilor evrei, și altor artiști evrei au fost excluse din publicații, spectacole și expoziții.

### Legile de la Nürnberg și emigrarea evreilor
La 15 septembrie 1935, Reichstagul a adoptat Legea Cetățeniei Reichului și Legea pentru Protejarea Sângelui German și Onoarei Germane, denumite legile de la Nürnberg. Prima stipula că numai cei de „sânge german sau înrudit” pot fi cetățeni. Oricine avea trei sau mai mulți bunici evrei era clasificat ca evreu. A doua lege specifica: „căsătoriile între evrei și cetățeni de sânge german sau înrudit sunt interzise”. Relațiile sexuale în astfel de cupluri erau și ele incriminate; evreilor li s-a interzis să aibă ca angajate în casele lor femei german de vârstă sub 45 de ani. Legile se refereau la evrei, dar se aplicau și romilor și negrilor.
Politica rasială nazistă avea ca obiectiv forțarea evreilor să emigreze. Cincizeci de mii de evrei germani plecaseră din Germania la sfârșitul lui 1934, și până în 1938, aproximativ jumătate din populația evreiască din Germania părăsise țara. Printre cei mai de seamă evrei care au plecat s-a numărat dirijorul Bruno Walter⁠(d), care a fugit după ce i s-a spus că sala Filarmonicii din Berlin va fi arsă din temelii dacă el va mai dirija un concert acolo. Albert Einstein, care era în străinătate când Hitler a venit la putere, nu s-a mai întors niciodată în Germania. El a fost exclus din Societatea Kaiser Wilhelm și din Academia Prusacă de Științe, iar cetățenia i-a fost revocată. Alți oameni de știință germani, între care Gustav Hertz și Erwin Schrödinger, și-au pierdut posturile de profesori și au plecat din țară.
În martie 1938, Germania a anexat Austria. Naziștii austrieci au spart prăvăliile evreilor, au furat din casele și din afacerile evreiești, și i-au obligat pe evrei să presteze munci umilitoare, cum ar fi spălatul caldarâmului sau curățatul toaletelor. Afacerile evreiești au fost „arianizate” și s-au impus restricțiile legale în vigoare în Germania. În august, Adolf Eichmann a fost însărcinat cu conducerea Agenției Centrale pentru Emigrarea Evreilor⁠(d). Circa 100.000 de evrei austrieci plecaseră din țară în mai 1939, între care Sigmund Freud și familia sa.

### Kristallnacht

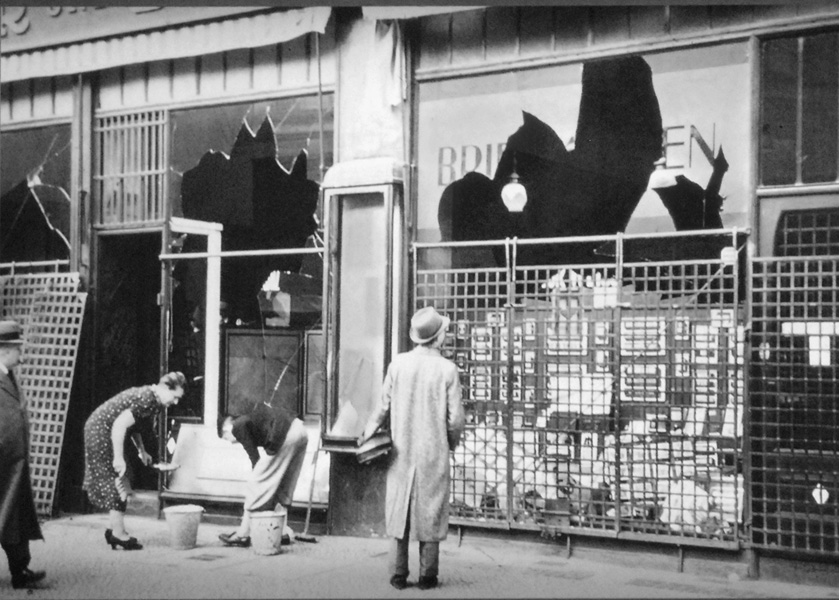
Potsdamer Straße 26, Berlin, a doua zi după Kristallnacht, noiembrie 1938

La 7 noiembrie 1938, Herschel Grynszpan⁠(d), un evreu polonez, l-a asasinat pe diplomatul german Ernst vom Rath⁠(d) la Paris ca represalii pentru expulzarea părinților săi din Germania. Când vom Rath a murit la 9 noiembrie, guvernul s-a folosit de moartea sa ca pretext pentru a instiga un pogrom împotriva evreilor din al Treilea Reich. Deși guvernul a susținut că pogromul a fost unul spontan, el a fost de fapt planificat și comandat de Hitler și Goebbels, dar, conform lui David Cesarani, nu avea un obiectiv bine definit; acesta din urmă scria că rezultatul a fost „crime, viol, jaf, distrugere de proprietăți și o teroare pe o scară fără precedent”.
Cunoscute sub titulatura de Kristallnacht („Noaptea Sticlei Sparte”) atacurile au fost comise de către SS și SA, deși au luat parte și germani care nu erau membri ai niciuneia din cele două grupări. În unele zone, violențele au început chiar înainte de sosirea SS-ului sau a SA-ului. Peste 7500 de magazine evreiești (din 9000) și peste 1000 de sinagogi au fost fie avariate, fie distruse. Pagubele au fost estimate la 39 de milioane de mărci.
Numărul morților a fost dat oficial ca fiind 91, dar poate fi mai mare. 30.000 de oameni au fost trimiși în lagărele de concentrare de la Dachau, Buchenwald și Sachsenhausen, dar mulți au fost eliberați după câteva săptămâni. Doar 2000 dintre ei mai erau în lagăre la începutul lui 1939. Evreimea germană ca grup a fost făcută responsabilă pentru repararea daunelor rezultate în urma pogromului, și a fost obligată să plătească și o „taxă de ispășire” de peste un miliard de mărci. Asigurările pentru daunele asupra proprietăților au fost confiscate de guvern. În 12 noiembrie, un decret îi excludea pe evrei din toate celelalte profesii din care nu fuseseră încă excluși. După Kristallnacht, evreii rămași în al Treilea Reich și-au intensificat eforturile de a pleca din țară. Acela a fost și momentul încetării oricărui fel de activitate publică și culturală evreiască.

### Soluțiile teritoriale și relocările
Înaintea celui de al Doilea Război Mondial, liderii naziști planificaseră o deportare în masă a evreilor din Germania și, ulterior, din toată Europa. Printre zonele luate în calcul pentru relocare s-au numărat Palestina Britanică și  Madagascarul Francez⁠(d). După începutul războiului, liderii germani au vehiculat ideea deportării evreilor europeni în Siberia.
Palestina a fost singura locație unde planul german a fost - parțial - pus în aplicare, în urma Acordului de la Haavara⁠(d) între Federația Sionistă din Germania⁠(d) și guvernul german. Acest acord a dus la transferul a circa 60.000 de evrei germani și a 100 milioane de dolari din Germania în Palestina, dar a luat sfârșit odată intervenția și acordurile de colaborare dintre Hitler și muftiul Ierusalimului, Hadj Amin al-Husseini. 
În mai 1940, Madagascarul a devenit direcția eforturilor germane de deportare pentru că acolo condițiile de viață erau nefavorabile și ar fi grăbit moartea celor deportați. Unii lideri germani au început să discute ideea în 1938 și biroul lui Adolf Eichmann a primit ordin să treacă la punerea în aplicare a planurilor de relocare, dar nu există dovezi că asemenea planuri ar fi existat înainte de ocuparea Franței în iunie 1940.. Eșecul german în a înfrânge Marea Britanie a împiedicat transportul evreilor peste mări, și la 10 februarie 1942 Planului Madagascar a fost abandonat.

## Al Doilea Război Mondial

### Polonia sub ocupație germană

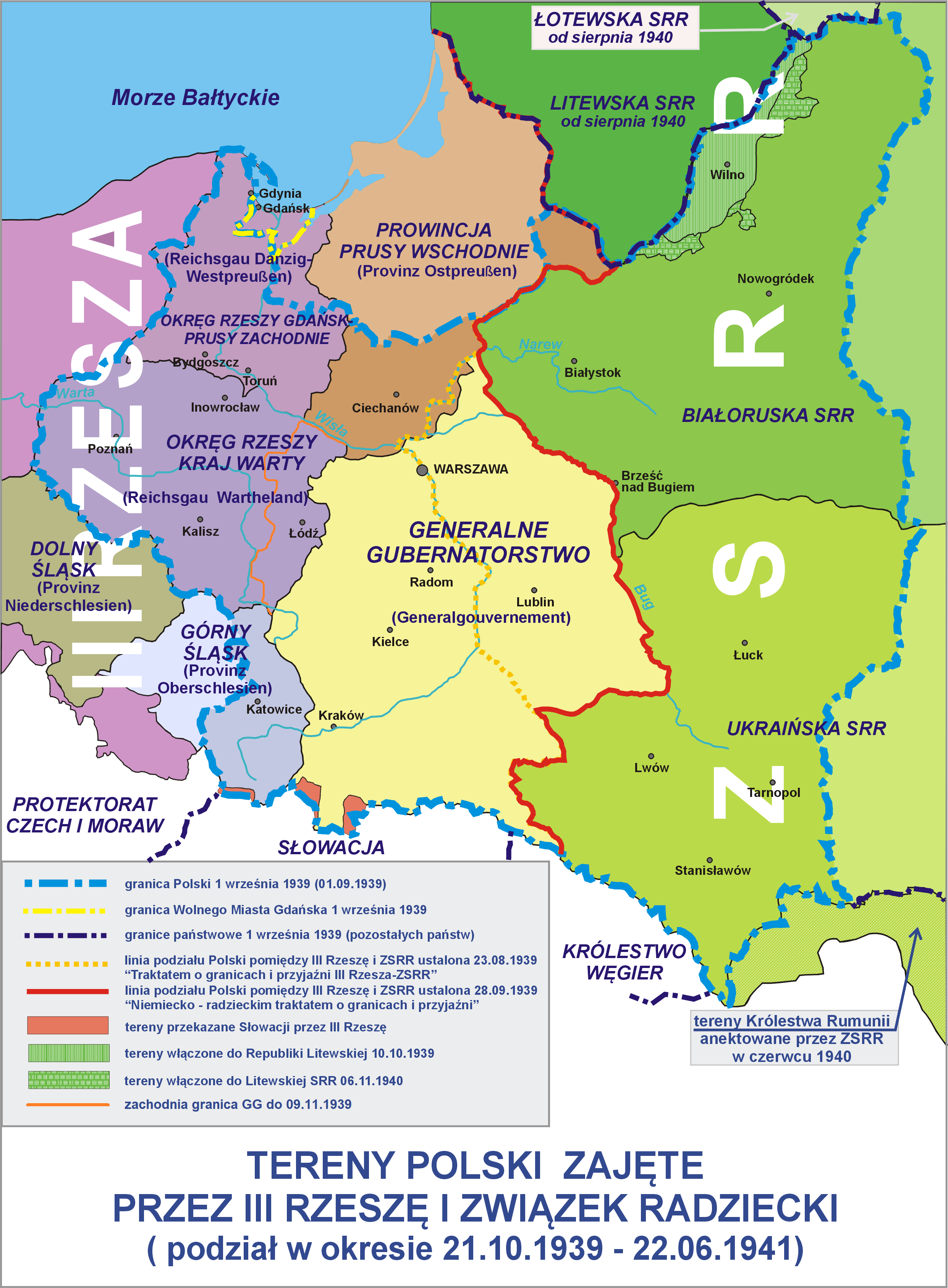
, și de URSS, cu teritoriul Guvernămânul General cu galben, 1939–1941

Când Germania a invadat Polonia în septembrie 1939, a căpătat control asupra a circa 2 milioane de evrei din teritoriul ocupat. Restul Poloniei au fost ocupat de Uniunea Sovietică⁠(d), care controla restul populației dinainte de război  de 3.3–3.5 milioane de evrei polonezi. Planurile germanilor pentru Polonia erau să excludă polonezii neevrei din unele zone mari, de a restricționa accesul evrilor și de a coloniza zonele eliberate cu germani. Pentru a ajuta acest proces, Reinhard Heydrich, șeful Biroului Principal de Securitate al Reichului, a ordonat ca „clasa conducătoare” din Polonia să fie ucisă și evreii să fie expulzați din zonele poloneze anexate de Germania Nazistă⁠(d).
Germanii au demarat politica de a trimite evreii din toate teritoriile recent anexate (Austria, Cehoslovacia și vestul Poloniei) în partea centrală a Poloniei, denumită de ei Guvernământul General. Acolo, evreii erau concentrați în ghetouri în marile orașe, alese după conexiunile lor feroviare, pentru a facilita deportările ulterioare. Proviziile de hrană erau restricționate, igiena publică dificilă, iar locuitorii erau adesea puși la muncă forțată. În ghetouri și în lagărele de muncă au murit cel puțin o jumătate de milion de evrei de foame, boli și din cauza condițiilor grele de trai. Jeremy Black⁠(d) scrie că ghetourile nu se doreau, în 1939, a fi un pas către exterminarea evreilor. Ele erau văzute ca parte a politicii de creare a unei rezervații teritoriale care să-i cuprindă.

### Alte țări ocupate
Germania a invadat Norvegia în aprilie 1940 și în luna iunie reușise să ocupe țara în întregime. Existau circa 1800 de evrei în Norvegia, deja persecutați de naziștii norvegieni. Spre sfârșitul lui 1940, evreii au fost excluși de la anumite ocupații și în 1941 toți evreii erau obligați să-și înregistreze proprietățile la guvern. Tot în 1940, Germania a invadat Danemarca⁠(d). Țara a fost ocupată atât de rapid încât nu a apucat nici să organizeze vreo rezistență. Ca urmare, guvernul danez a rămas la putere, iar germanilor li s-a părut mai ușor să lucreze cu el așa. Din această cauză, înainte de 1942 nu s-au luat prea multe măsuri împotriva evreilor danezi.
Germanii au invadat Țările de Jos, Luxemburgul, Belgia și Franța în mai 1940. În Țările de Jos, germanii l-au instalat în postul de Reichskommissar⁠(d) pe Arthur Seyss-Inquart, care a început rapid să persecute pe cei circa 140.000 de evrei olandezi. Evreii au fost înlăturați de la locurile lor de muncă și obligați să se înregistreze la guvern. Cetățeni olandezi neevrei au protestat împotriva acestor măsuri și au organizat în februarie 1941 o grevă care a fost înăbușită rapid. După capitularea Belgiei la sfârșitul lui mai 1940, ea a ajuns să fie administrată de un guvernator militar german, Alexander von Falkenhausen⁠(d), care a implementat măsuri antievreiești împotriva celor circa 90.000 de evrei din Belgia, dintre care mulți erau refugiați din Germania sau din Europa de Est. Franța avea circa 300.000 de evrei, împărțiți între partea nordică a Franței, ocupată de Germania, și zonele sudice, neocupate, dar administrate de guvernul colaboraționist al regimului de la Vichy. Regiunile ocupate erau sub controlul unui guvernator militar, și acolo măsurile antievreiești au fost puse în aplicare mai lent decât în zonele Franței neocupate și controlate de Vichy. În iulie 1940, evreii din părțile Alsaciei și Lorenei ce fuseseră anexate de Germania au fost expulzați în Franța regimului de la Vichy.
Iugoslavia și Grecia au fost invadate în aprilie 1941, și ambele țări au capitulat înainte de sfârșitul lunii. Germania și Italia au împărțit Grecia în zone de ocupație, dar nu au eliminat-o ca țară. Iugoslavia a fost dezmembrată, regiunile din nord fiind anexate de Germania, iar cele de-a lungul coastei fiind făcute părți ale Italiei. Restul țării a fost împărțită între un stat-marionetă al Croației, oficial aliat cu Germania, și Serbia, guvernată printr-o combinație de administratori militari și de poliție. La data invadării Iugoslaviei, acolo se aflau 80.000 de evrei. Partidul la putere din Croația, Ustaše, s-a lansat într-o campanie de crime nu numai împotriva evreilor, ci și împotriva musulmanilor și ortodocșilor sârbi. O diferență între germani și croați a constat în faptul că Ustaše a permis evreilor și sârbilor să se convertească la catolicism pentru a scăpa de moarte. Serbia a fost declarată țară fără evrei în august 1942.

### Aliații Germaniei
Italia a introdus unele măsuri antisemite, dar acolo antisemitismul era mai slab ca în Germania, iar țările sub ocupație italiană au fost în general mai sigure pentru evrei decât cele sub ocupație germană. În unele zone, autoritățile italiene au încercat chiar să protejeze evreii, ca în zonele croate din Balcani. Dar, deși forțele italiene din Rusia erau mai puțin agresive cu evreii decât germanii, nici nu au încercat să oprească atrocitățile Germaniei. Evreii italieni nu au fost deportați în Germania cât timp Italia a rămas aliată cu aceasta. Finlanda a fost presată să-și predea evreii (în număr de circa 200) Germaniei in 1942, dar dată fiind opoziția în rândul populației și a guvernului, acest lucru nu s-a întâmplat. Opt evrei străini au fost deportați spre sfârșitul lui 1942, dar acesta a fost singurul caz. Evreii finlandezi au luptat chiar în armată pe când țara lor era aliată cu Germania. Japonia avea foarte puțin antisemitism în societate, și nu i-a persecutat pe evreii din teritoriile controlate. Evreii din Shanghai au fost restricționați, dar în ciuda presiunii germane, ei nu au fost uciși.

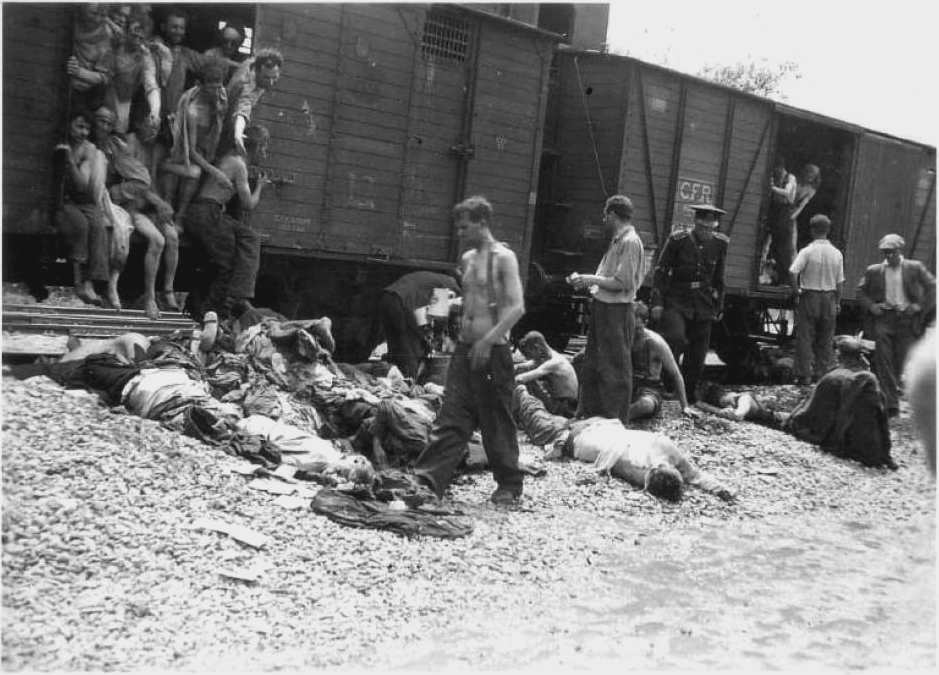
Cadavre scoase dintr-un tren al morții cu evrei români după Pogromul de la Iași

România a implementat măsuri antievreiești în mai și iunie 1940 ca parte a eforturilor sale de a obține o alianță cu Germania. Evreii au fost eliminați din slujbele publice, s-au comis pogromuri, și în martie 1941 toți evreii își pierduseră locurile de muncă sau li se confiscaseră proprietățile. După ce România s-a alăturat invaziei Uniunii Sovietice în iunie 1941, cel puțin 13.266 de evrei au fost uciși în pogromul de la Iași, iar trupele românești au comis masacre în teritoriul ocupat, cum ar fi masacrul de la Odesa în care au murit 20.000 de evrei din Odesa spre sfârșitul lui 1941. România și-a înființat propriile lagăre de concentrare în Transnistria, unde au fost deportați 154.000–170.000 de evrei între 1941 și 1943. În decembrie 1941, au apărut câteva cazuri de tifos exantematic în lagărul de concentrare de la Bogdanovca din Transnistria, unde erau ținuți captivi 50 000 de oameni.. Administrația românească a districtului, sub conducerea comisarului român de district, a decis să asasineze toți deținuții. Masacrul a început la 21 decembrie, și a fost dus la îndeplinire de jandarmi și soldați români, cu colaborarea unor polițiști și civili ucraineni din Golta sub ordinele comandantului poliției ucrainene, Kazachievici. Mii de deținuți bolnavi au fost împinși în două grajduri încuiate, care au fost stropite cu petrol și aprinse. Toți cei dinăuntru au fost arși de vii. Alți deținuți au fost conduși în grupuri la o prăpastie dintr-o pădure din apropiere și împușcați în gât. Restul de evrei au săpat gropi cu mâinile goale în frig, și le-au umplut cu cadavre înghețate. Mii de evrei au murit de frig. S-a făcut pauză de Crăciun, dar masacrele au fost reluate pe 28 decembrie. Până pe 31 decembrie, peste 40 000 de evrei fuseseră asasinați.
Măsuri antievreiești s-au introdus și în Slovacia, care avea apoi să-și deporteze evreii în lagărele germane de concentrare și exterminare. Bulgaria a introdus măsuri antievreiești în 1940 și 1941, inclusiv obligativitatea de a purta o stea galbenă, interdicția căsătoriilor mixte și confiscarea proprietății și, în februarie 1943 Țarul Boris al III-leaa acceptat să deporteze 20.000 de evrei din Tracia și Macedonia anexate, la Treblinka. Toți evreii din teritoriile anexate au fost exterminați. Țarul și-a făcut planuri pentru deportarea a încă 6000–8000 de evrei bulgari din Sofia pentru a îndeplini cota asumată dar, când planurile au devenit publice, Biserica Ortodoxă Bulgară și mulți cetățeni bulgari au protestat, iar Boris al III-lea a anulat deportarea evreilor autohtoni din Bulgaria. Ei au fost însă mutați în interiorul țării, până la alte ordine.
Deși Ungaria i-a expulzat pe evreii fără cetățenie din teritoriile anexate în 1941, ea și-a deportat majoritatea evreilor abia după invazia germană a Ungariei în martie 1944. Între 15 mai și 9 iulie 1944, 440.000 de evrei maghiari au fost deportați la Auschwitz. În Budapesta, aproape 80.000 de evrei au fost uciși de batalioanele Crucii cu Săgeți spre sfârșitul lui 1944. Mai multe lagăre pentru evrei au fost înființate în Libia sub ocupație italiană. Aproape 2600 de evrei libieni⁠(d) au fost trimiși în lagăre, unde 562 au murit. Guvernul francez de la Vichy a implementat măsuri antievreiești în Algeria Franceză și în protectoratele franceze Tunisia și Maroc. Tunisia avea 85.000 de evrei când au ajuns germanii și italienii acolo în noiembrie 1942. Circa 5000 de evrei au fost puși la muncă forțată.

### Lagărele de muncă și de concentrare (1933-1945)

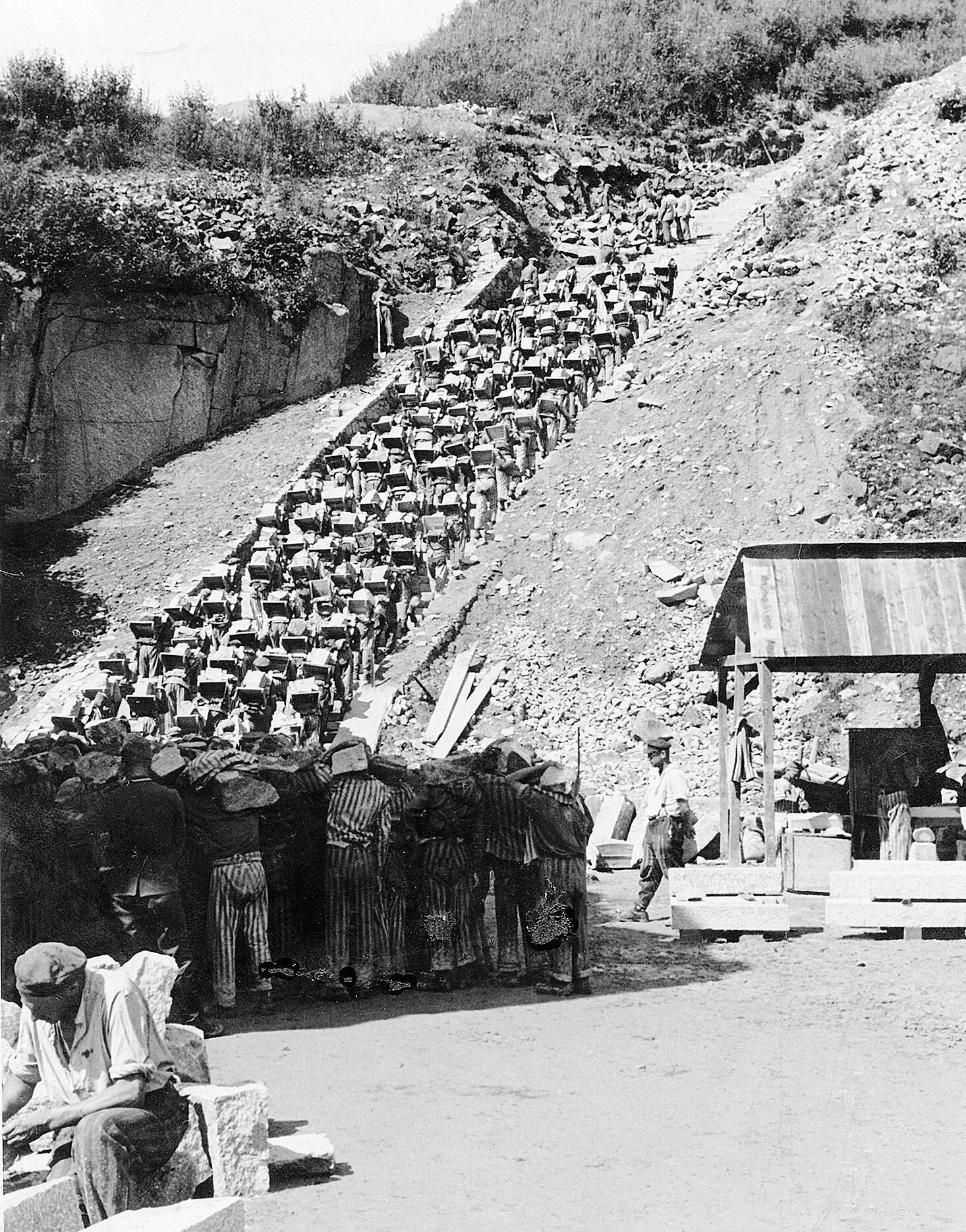
Todesstiege („scările morții”) la cariera de granit de la lagărul de concentrare Mauthausen din Austria (deschis în 1938); deținuții erau obligați să care pietre grele pe scări.

Al Treilea Reich a utilizat pentru prima dată lagărele de concentrare ca locuri de încarcerare extrajudiciară a adversarilor politici și altor „dușmani ai statului”. Evreii nu au fost trimiși în număr mare în aceste lagăre decât după Kristallnacht în noiembrie 1938. Deși mortalitatea era mare, aceste lagăre nu erau centre de ucidere sistematică. După izbucnirea războiului în 1939, s-au înființat noi lagăre, unele în afara Germaniei, în Europa ocupată. În ianuarie 1945, SS raporta că are peste 700.000 de deținuți, dintre care aproape jumătate aveau să moară până la sfârșitul lui mai 1945. Majoritatea prizonierilor lagărelor nu erau germani, ci aparțineau țărilor sub ocupație germană. Se estimează că germanii au înființat peste 42.000 de centre de detenție în toată Europa, inclusiv ghetouri, lagăre de concentrare, lagăre de prizonieri de război, lagăre de muncă, și lagăre de exterminare. După 1942, funcțiunile economice ale lagărelor, care până atunci jucaseră un rol secundar față de funcțiunile penale și de teroare, au trecut în prim plan. Munca forțată a deținuților din lagăre a devenit ceva obișnuit, iar companiile foloseau această forță de muncă ieftină. Gardienii au devenit mult mai brutali, și rata deceselor a crescut deoarece gardienii nu doar că îi băteau și înfometau pe deținuți, ci îi și omorau mai des. Exterminarea prin muncă⁠(d) a devenit o politică—deținuții lagărelor erau literalmente munciți până mureau, sau până la epuizarea fizică, după care erau gazați sau împușcați. Germanii estimau că durata de viață medie a unui deținut într-un lagăr de concentrare era de trei luni, din cauza lipsei de hrană și îmbrăcăminte, a epidemiilor constante, și a frecventelor pedepse drastice pentru cele mai mici abateri. Schimburile erau lungi și implicau adesea expunerea la materiale periculoase.
Transportul deținuților între lagăre se efectua adesea cu camioanele de marfă, în care deținuții erau înghesuiți. Aveau loc întârzieri mari, în timp ce deținuții erau ținuți în mașini cu zilele. La jumătatea lui 1942, lagărele de muncă au început să impună noilor veniți să stea patru săptămâni în carantină. Unele lagăre, dar nu toate, tatuau deținuților⁠(d) un număr de identificare la sosire. Deținuții purtau pe uniforme triunghiuri colorate⁠(d) în culori care reprezentau motivul încarcerării. Roșu însemna deținut politic, martorii lui Iehova aveau triunghiuri violet, „asocialii” și infractorii purtau negru sau verde. Însemnele erau roz pentru homosexuali și galbene pentru evrei. Evreii aveau un al doilea triunghi galben, purtat peste cel de bază, formând o stea a lui David.

### Ghetourile (1940–1945)

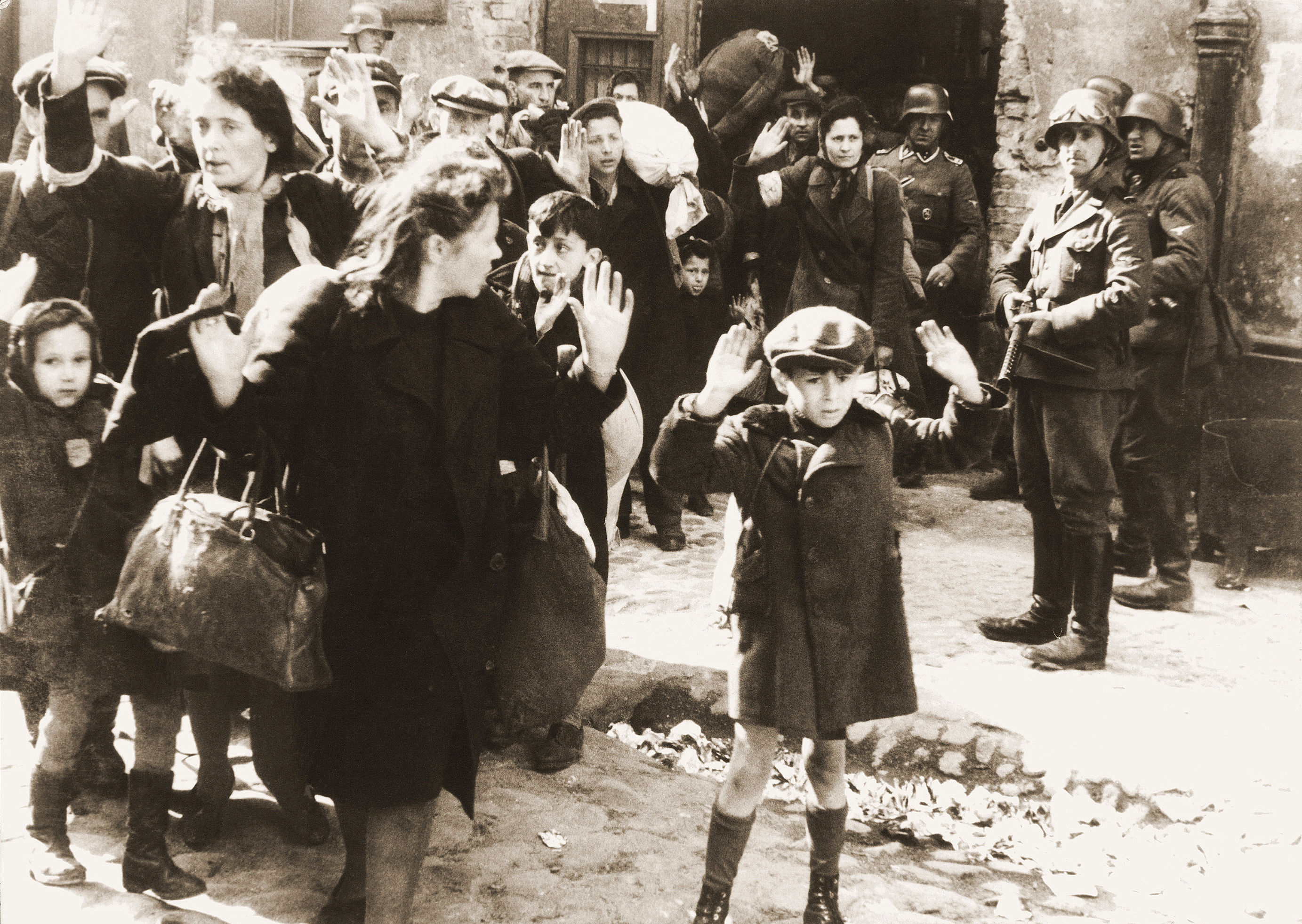
Evrei polonezi capturați de germani în timpul Răscoalei din Ghetoul Varșovia, mai 1943

După invadarea Poloniei, germanii au înființat în teritoriile anexate și în Guvernământul General ghetouri pentru a limita circulația evreilor. Ghetourile au apărut și au fost izolate de restul lumii la momente de timp diferite și din motive diverse. De exemplu, ghetoul din Łódź a fost închis în aprilie 1940, pentru a-i forța pe evreii dinăuntru să predea banii și obiectele de valoare; ghetoul din Varșovia a fost închis din considerente sanitare (pentru cei din afară, nu pentru cei dinăuntru), dar aceasta abia în noiembrie 1940; iar ghetoul din Cracovia a fost înființat abia în martie 1941. Ghetoul din Varșovia conținea 380.000 de oameni și a fost cel mai mare ghetou din Polonia; cel din Łódź a fost al doilea, cu 160.000 până la 223.000. Din cauza procesului îndelung prelungit de înființare a ghetourilor, nu e probabil că ar fi făcut parte dintr-o tentativă sistematică de eliminare completă a evreilor.
Germanii au impus fiecărui ghetou să fie condus de un Judenrat, „Sfatul evreiesc”, o conducere ,  responsabilă cu operațiunile cotidiene ale ghetoului, inclusiv cu distribuirea de hrană, apă, căldură, acordarea de îngrijire medicală și asigurarea adăpostului. Germanii au impus acestor sfaturi să confiște proprietăți, să organizeze munca forțată și, în sfârșit, să faciliteze deportările în lagărele de exterminare. Strategia de bază a fost una de a încerca minimizarea pierderilor, cooperând cu autoritățile germane, mituind oficiali și înaintând petiții pentru condiții mai bune sau pentru clemență.

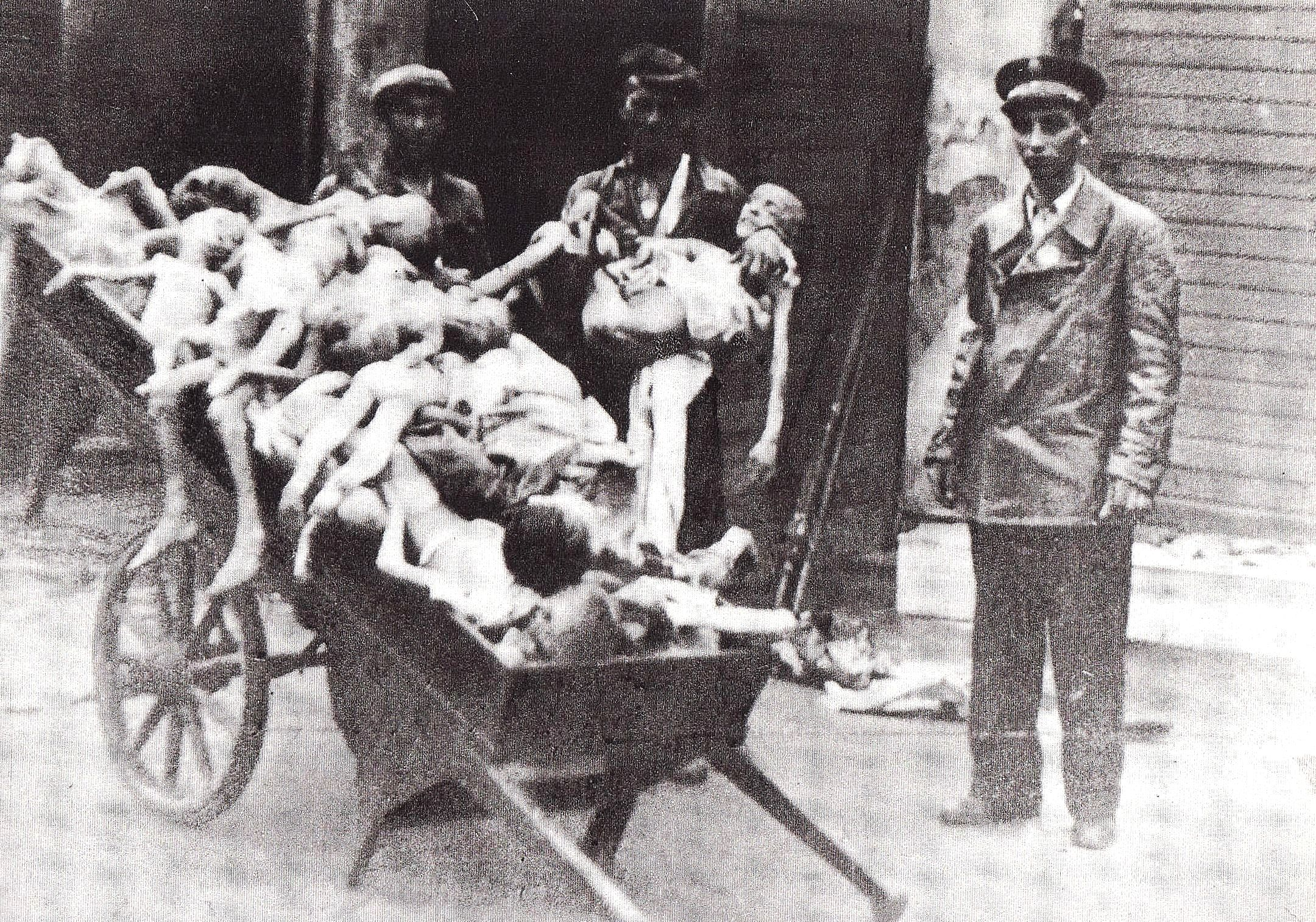
Cadavre de copii în ghetoul Varșovia

Germanii le-au ordonat să întocmească liste cu nume de deportați care să fie trimiși pentru „recolonizare”, ordine care au fost executate inegal în diferite lagăreunde au fost încercări să-i trimită doar pe cei foarte  bolnavi sau, pe cei ce nu puteau munci. Liderii care au refuzat ordinele au fost împușcați. Unele persoane, sau chiar unități întregi, s-au sinucis pentru a nu colabora la deportări. Alții, ca Chaim Rumkowski⁠(d), care a devenit „autocratul devotat” al Łódź-ului, au susținut că responsabilitatea lor este de a-i salva pe evreii care pot fi salvați și că pentru aceasta alții trebuie sacrificați. Acțiunile  de facilitare a persecuției și uciderii locuitorilor ghetourilor au fost importante pentru germani. Când cooperarea cu Judenrat-ul a încetat, așa cum s-a întâmplat în ghetoul Varșovia după ce Organizația Evreiască de Luptă a înlăturat autoritatea  germanii au pierdut controlul.
Ghetourile urmau să fie doar temporare până când evreii urmau să fie deportați în alte locații, ceea ce nu s-a mai întâmplat. Locuitorii au fost, în schimb, trimiși în lagărele de exterminare. Ghetourile erau, de fapt, închisori extrem de aglomerate ce slujeau drept instrumente de „ucidere lentă, pasivă”. Deși Ghetoul din Varșovia conținea 30% din populația orașului, el ocupa numai 2,5% din suprafață, locuitorii fiind distribuiți în medie câte 9 în fiecare cameră. Între 1940 și 1942, foametea și bolile, în special febra tifoidă, au făcut multe victime în ghetouri. Peste 43.000 de locuitori ai ghetoului Varșovia, adică unul din zece, au murit în 1941; în Theresienstadt, majoritatea locuitorilor au murit în 1942.
Himmler a ordonat închiderea ghetourilor din Polonia pe la jumătatea lui 1942, cei mai mulți dintre locuitori fiind trimiși în lagărele de exterminare. Acei evrei necesari producției de război aveau să fie consemnați în lagăre de concentrare. Deportările din ghetoul Varșovia au început la 22 iulie; de-a lungul celor circa două luni de Aktion, până la 12 septembrie, ghetoul Varșovia a ajuns de la circa 350.000 de locuitori la aproximativ 65.000. Cei deportați au fost transportați cu trenuri de marfă la lagărul de exterminare Treblinka. Deportări similare au avut loc și în alte ghetouri, multe fiind golite complet.

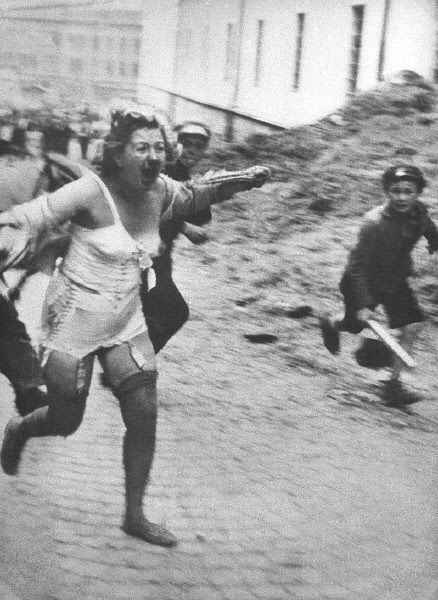
Evreică fugărită de bărbați înarmați cu bâte în timpul pogromurilor de la Lwow, iulie 1941, pe atunci în, astăzi în Ucraina

Primele răscoale din ghetouri⁠(d) au avut loc pe la jumătatea lui 1942 în ghetouri comunitare mici. Deși au existat tentative de rezistență armată și în ghetourile mai mari, și în cele mai mici în 1943, în toate cazurile ele au eșuat în fața forței militare germane copleșitoare, iar evreii rămași au fost fie omorâți, fie deportanți în lagăre ale morții.

### Pogromuri
În timpul Holocaustului au avut loc mai multe pogromuri soldate cu victime. Unele au fost încurajate de germani, altele au fost spontane. Unele, cum ar fi pogromul de la Iași, au avut loc pe teritorii controlate de aliații Germaniei. În seria de pogromuri de la Lwow, comise în Polonia ocupată⁠(d), circa 6000 de evrei polonezi au fost omorâți pe străzi în iulie 1941, pe lângă 3000 de arestări și execuții în masă prin împușcare efectuate de Einsatzgruppe C. În timpul pogromului de la Jedwabne⁠(d) din iulie 1941, în prezența ofițerilor germani, câteva sute de evrei au fost uciși de localnici polonezi, unii fiind arși de vii într-un hambar.

### Comandourile morții
Germania a invadat Uniunea Sovietică în iunie 1941. Propaganda germană prezenta războiul împotriva Uniunii Sovietice atât ca război ideologic între național-socialismul german și bolșevismul evreiesc, cât și ca război rasial între germani pe de o parte și evrei, romi și Untermensch („suboameni”) slavi pe de altă parte.

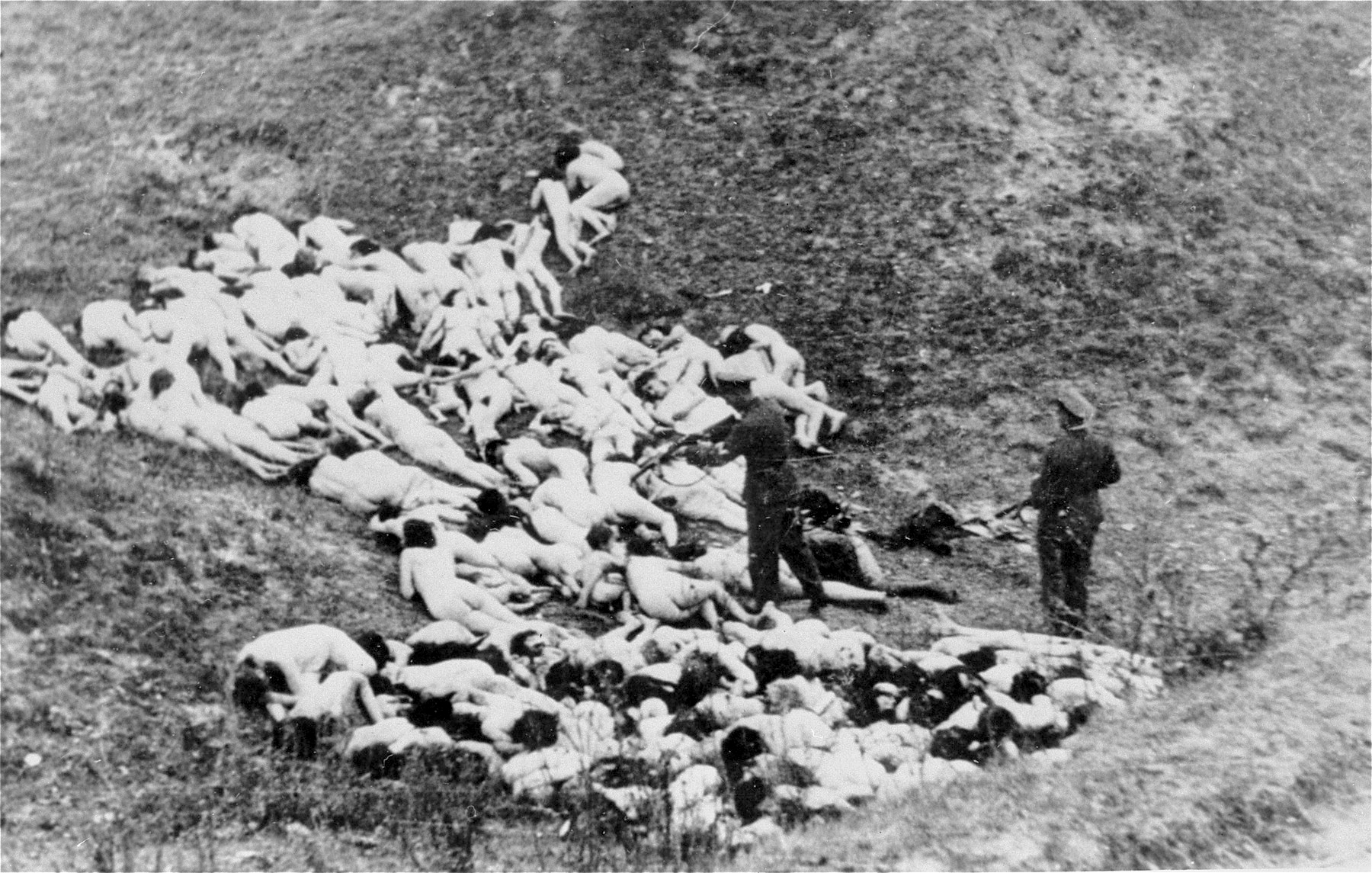
Polițiști germani împușcând femei și copii din,

Populațiile locale din unele teritorii sovietice ocupate au participat activ la uciderea evreilor și a altor grupuri. Pe lângă participarea la ucideri și pogromuri, ei au ajutat la identificarea evreilor pentru persecuție și la adunarea lor pentru acțiunile germanilor. Implicarea germană a fost la niveluri care au variat între instigarea activă și o îndrumare generală. În Lituania, Letonia și în vestul Ucrainei, localnicii s-au implicat profund în uciderea evreilor încă de la începutul ocupației germane. Unele dintre aceste unități letone și lituaniene au participat și la uciderea evreilor din Belarus. În sud, ucrainenii au ucis circa 24.000 de evrei și unii au mers în Polonia pentru a servi drept paznici în lagărele de concentrare și de exterminare. Unități militare ale unor țări aliate ale Germaniei au ucis și ele evrei. Unitățile românești au primit ordin să extermine și să îi eradicheze pe evrei în zonele controlate de ele. Milițiile Ustaše⁠(d) din Croația au persecutat și au ucis evrei. Multe dintre crime au fost comise în public, o schimbare față de practicile anterioare.
Uciderile în masă de evrei în teritoriile sovietice ocupate au fost încredințate unui număr de patru formațiuni SS denumite Einsatzgruppen („grupuri însărcinate”), care se aflau sub comanda generală a lui Heydrich. Formațiuni similare fuseseră utilizate într-o mai mică măsură în Polonia în 1939, dar cele care operau în teritoriile sovietice erau mult mai mari. Comandanții de Einsatzgruppen erau cetățeni obișnuiți: marea majoritate erau profesioniști și cei mai mulți erau intelectuali. În toamna lui 1941–1942, cele patru Einsatzgruppen și ajutoarele lor uciseseră circa 500.000 de oameni.

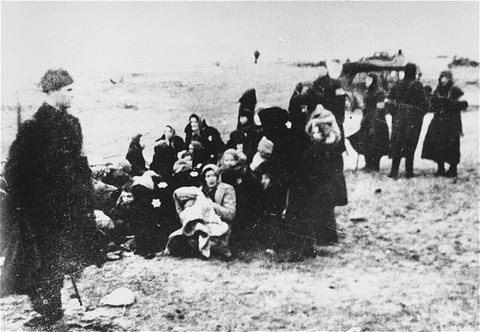
pe plaja de lângă Liepāja, Letonia, –

Cel mai mare masacru de evrei comis de brigăzi mobile în Uniunea Sovietică a fost la o râpă denumită Babi Iar de lângă Kiev, unde 33.771 de evrei au fost omorâți într-o singură operațiune într 29–30 septembrie 1941. Un amestec de SS și poliție, asistat de polițiști ucraineni, au efectuat execuțiile. Deși nu au participat activ la ucideri, soldații din Armata a VI-a germană au ajutat la strângerea evreilor din Kiev și la transportul lor. Până la sfârșitul războiului, se estimează că circa două milioane de oameni au fost victimele Einsatzgruppen și ajutoarelor lor din populația locală și Armata Germană. Dintre aceștia, circa 1,3 milioane au fost evrei și până la un sfert de milion romi.

### Mașinile de gazare
În timp ce execuțiile în masă continuau în Rusia, germanii au început să caute metode noi pentru uciderile în masă, din nevoia de a avea o metodă mai eficientă decât simpla împușcare a milioane de victime. Himmler se temea și că împușcările în masă produc probleme psihologice în SS. Îngrijorările lui erau împărtășite de subordonații din teren. În decembrie 1939 și ianuarie 1940, s-a încercat și altă metodă pe lângă împușcare. Mașini de gazare⁠(d) experimentale, echipate cu cilindri de gaz și un compartiment etanș au fost utilizate pentru a-i ucide pe handicapații și pe bolnavii mintal din Polonia ocupată⁠(d). Mașini similare, dar care foloseau gazele de eșapament, au fost introduse la lagărul de exterminare Chełmno în decembrie 1941, și unele au fost folosite în Uniunea Sovietică ocupată, de exemplu în acțiuni mai mici de curățare în ghetoul Minsk⁠(d). Au fost folosite și la crimele din Iugoslavia.

## Soluția finală

### Conferința de la Wannsee

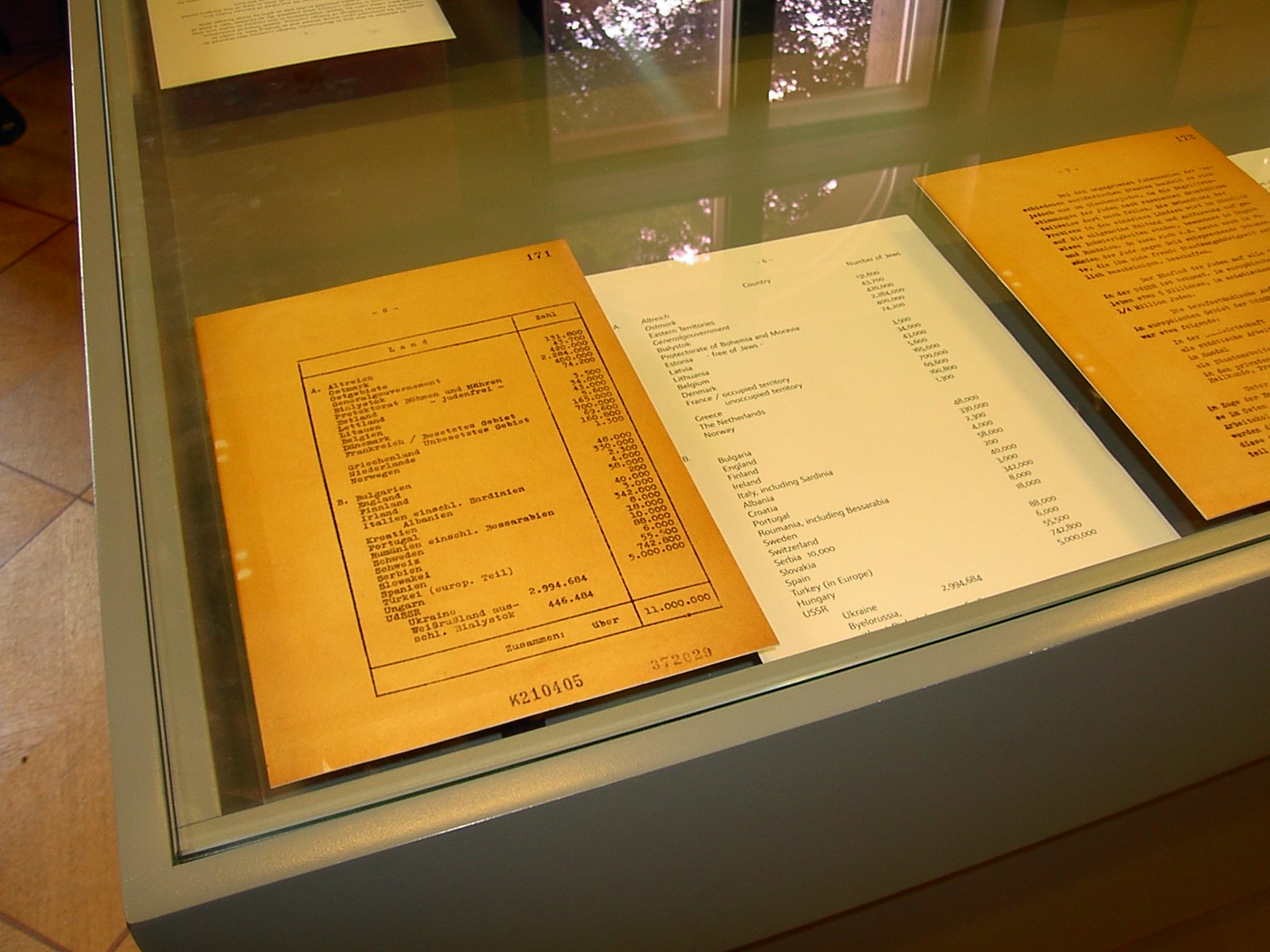
Copie a minutei Conferinței de la Wannsee; această pagină listează numărul de evrei din fiecare țară europeană.

SS-Obergruppenführer⁠(d) Reinhard Heydrich, șeful Biroului Principal de Securitate al Reich-ului (Reichssicherheitshauptamt sau RSHA), a convocat ceea ce avea să rămână cunoscut drept Conferința de la Wannsee la 20 ianuarie 1942 la o vilă, am Grossen Wannsee Nr. 56/58, din Wannsee⁠(d), o suburbie a Berlinului. Întâlnirea fusese programată pentru 9 decembrie 1941, și la 29 noiembrie s-au trimis invitațiile, dar a fost apoi amânată. Christian Gerlach⁠(d) susține că Hitler și-a anunțat hotărârea de anihila evreii în preajma zilei de 12 decembrie 1941, probabil pe 12 decembrie într-un discurs ținut liderilor Partidului Nazist. Aceasta se întâmpla a doua zi după ce a declarat război Statelor Unite⁠(d) și la cinci zile după atacul de la Pearl Harbour lansat de Japonia. Joseph Goebbels, ministrul propagandei, comenta despre discursul lui Hitler: „îi avertizase pe evrei că dacă vor mai declanșa încă un război mondial, se va ajunge la distrugerea lor. ... Acum s-a ajuns la război mondial. Distrugerea evreilor trebuie să fie consecința necesară.”
Printre cele 15 persoane prezente la Wannsee se numărau Adolf Eichmann (șeful afacerilor evreiești de la RSHA, omul care a organizat deportarea evreilor), Heinrich Müller (șeful Gestapoului), și alți lideri de partid și șefi de departamente. S-au făcut treizeci de copii ale minutelor. Copia nr. 16 a fost găsită de procurorii americani în martie 1947 într-un dosar al Ministerului de Externe German. Scrise de Eichmann și ștampilate „Strict Secret”, minutele au fost scrise într-un „limbaj eufemistic” la îndrumarea lui Heydrich, conform mărturiei ulterioare depuse de Eichmann. Conferința a avut mai multe scopuri. Discutând planurile pentru o „soluție finală a chestiunii evreiești" („Endlösung der Judenfrage”), și o „soluție finală a chestiunii evreiești europene” („Endlösung der europäischen Judenfrage”), era intenționată a împărtăși informații și responsabilități, să coordoneze eforturile și politicile („Parallelisierung der Linienführung”), și să asigure că autoritatea lui Heydrich era respectată. S-a discutat și dacă să fie incluși Mischlinge (cei pe jumătate evrei). Heydrich a spus la ședință: „O altă posibilă soluție a problemei a luat acum locul emigrației, adică evacuarea evreilor în est, cu condiția ca Führerul să dea aprobarea cuvenită în avans.” El a continuat:
„Sub îndrumarea adecvată, în decursul soluției finale, evreii vor fi mutați pentru muncă în est. Evreii apți de muncă, separați după sex, vor fi duși în coloane mari  în acele locuri pentru a munci la drumuri, în decursul cărei acțiuni fără îndoială că o mare parte vor fi eliminați din cauze naturale.

Posibilele ultime rămâșițe, întrucât vor consta fără îndoială din cea mai rezistentă parte, va trebui să fie tratate ca atare deoarece vor fi rezultatul selecției naturale și, dacă sunt eliberați, vor acționa drept sămânță a unei noi reînvieri evreiești (vezi experiența istoriei.) În decursul executării practice a soluției finale, Europa va fi măturată de la vest la est. Germania propriu-zisă, inclusiv Protectoratul Bohemiei și Moraviei, va trebui să fie tratate primele din cauza problemei locuințelor și celorlalte necesități sociale și politice. Evreii evacuați vor fi trimiși mai întâi, grup cu grup, în așa-numitele ghetouri de tranzit, de unde vor fi transportați în est.”
Aceste evacuări erau considerate provizorii sau „soluții temporare” („Ausweichmöglichkeiten”). Soluția finală avea să cuprindă cei 11 milioane de evrei ce trăiau nu numai în teritoriile controlate de Germania, ci și în alte locuri din Europa și teritoriile adiacente, cum ar fi Marea Britanie, Irlanda, Elveția, Turcia, Suedia, Portugalia, Spania și Ungaria, „în funcție de evoluțiile militare”. Nu rămânea îndoială că soluția finală era, după cum scrie Peter Longerich⁠(d): „evreii urmau să fie anihilați printr-o combinație de muncă forțată și omor în masă”.

### Lagărele de exterminare
| Numele lagărului                       | Morți     | Ref.           |
| -------------------------------------- | --------- | -------------- |
| Auschwitz II                           | 1.400.000 | [ 35 ] [ 235 ] |
| Bełżec                                 | 600.000   | [ 36 ]         |
| Chełmno                                | 320.000   | [ 37 ]         |
| Jasenovac                              | 600.000   | [ 236 ]        |
| Lagărul de exterminare Majdanek        | 360.000   | [ 38 ]         |
| Lagărul de exterminare Malîi Trosteneț | 65.000    | [ 39 ]         |
| Sobibór                                | 250.000   | [ 40 ]         |
| Treblinka                              | 870.000   | [ 41 ]         |

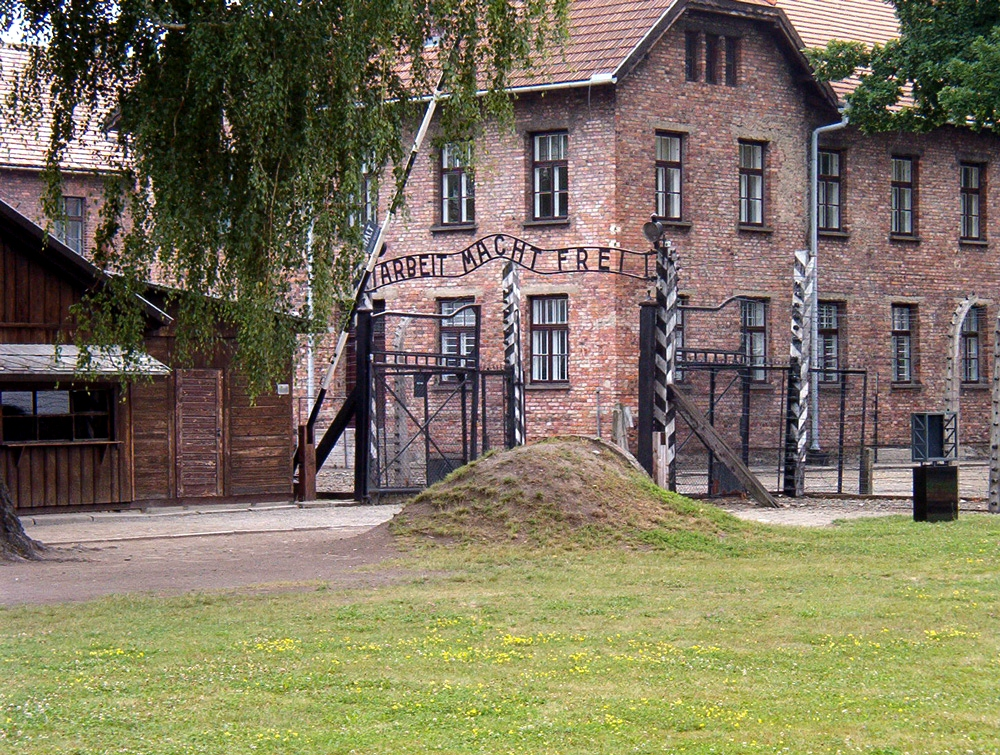
Poarta lagărului Auschwitz I

În anul 1942, în plus față de Auschwitz, au fost desemnate alte cinci lagăre ca lagăre de exterminare (Vernichtungslager) pentru aplicarea planului Reinhard. Două dintre acestea, Chełmno (cunoscut și sub numele de Kulmhof) și Lagărul de exterminare Majdanek funcționau deja ca lagăre de muncă: acestora li s-au adăugat acum facilitățile de exterminare. Trei noi lagăre au fost construite doar pentru scopul de a ucide un număr mare de evrei cât de repede posibil, la Bełżec, Sobibór și Treblinka. Un al șaptelea lagăr, la Lagărul de exterminare Malîi Trosteneț în Belarus, a fost și el folosit pentru acest scop. Jasenovac a fost un lagăr de exterminare unde au fost uciși mai ales etnici sârbi.

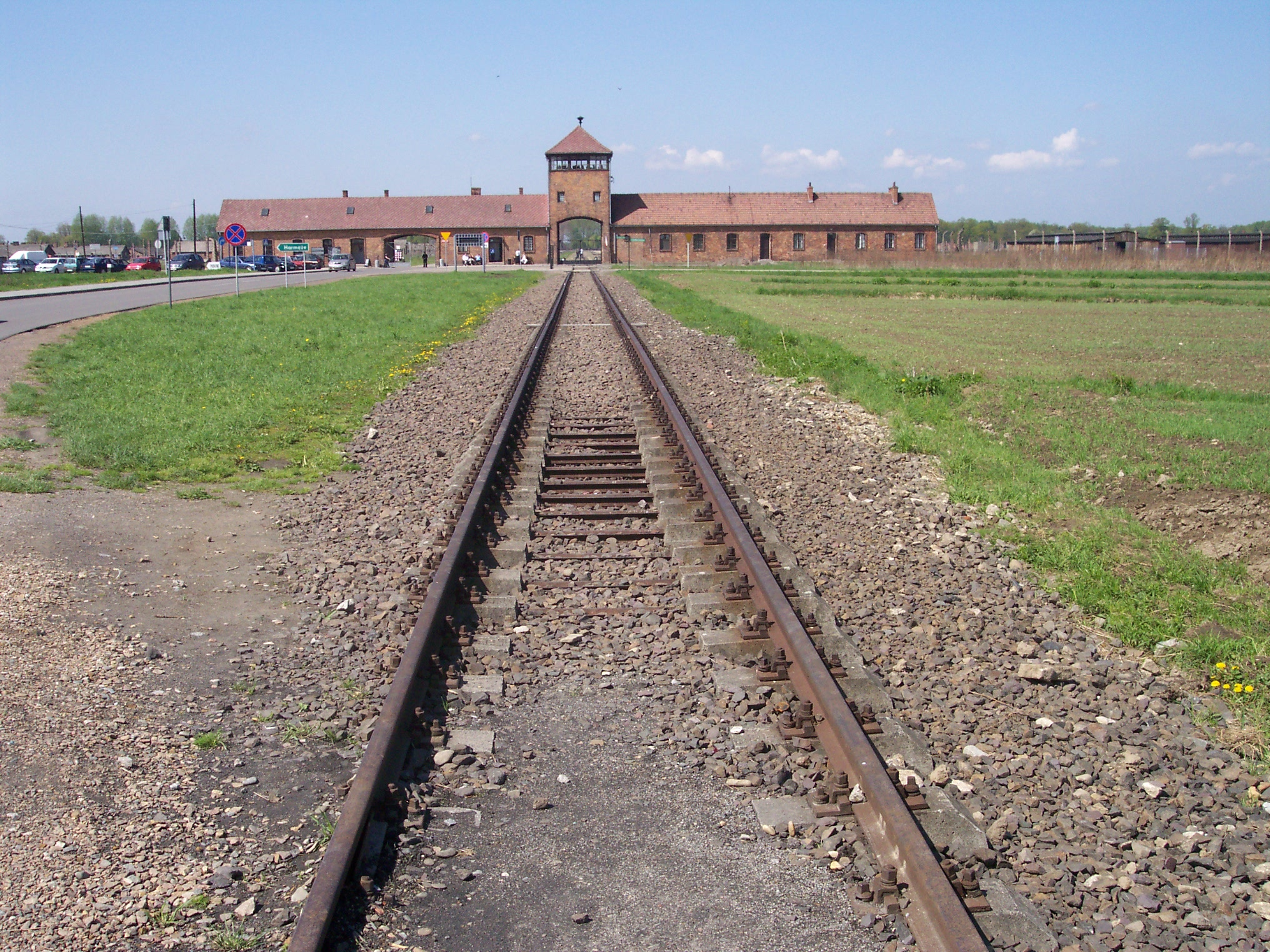
Calea ferată ce duce spre lagărul Auschwitz II (Birkenau).

Lagărele de exterminare sunt frecvent confundate cu lagărele de concentrare cum au fost Dachau și Lagărul de concentrare Bergen-Belsen, localizate mai ales în Germania și folosite ca locuri de încarcerare și muncă forțată pentru diferiți dușmani ai regimului nazist (cum ar fi comuniștii sau homosexualii). Acestea trebuie deosebite și de lagărele de muncă forțată, înființate în toate țările ocupate de Germania cu scopul de a exploata prin muncă prizonierii de diverse categorii, inclusiv prizonierii de război. În toate lagărele naziste numărul morților a fost mare, din cauza înfometării, bolilor și extenuării, dar numai lagărele de exterminare au fost construite anume pentru exterminări în masă.
| “ | Era un loc numit «rampa» unde veneau trenurile cu evrei. Veneau și ziua și noaptea, și uneori unul pe zi, alteori cinci pe zi … Constant, oameni din inima Europei dispăreau, și ajungeau cu toții în același loc, fără să știe ce se întâmplase cu transportul anterior. Și oamenii din această masă … știam că în câteva ore … nouăzeci la sută vor fi gazați. | ” |
| — Rudolf Vrba, care a lucrat la Judenrampe în lagărul de la Auschwitz între 18 august 1942 și 7 iunie 1943. | |   |

Lagărele de exterminare erau administrate de ofițeri SS, dar mare parte din gărzi erau trupe auxiliare ucrainene sau baltice. Soldații germani din armată erau ținuți departe.

#### Camerele de gazare

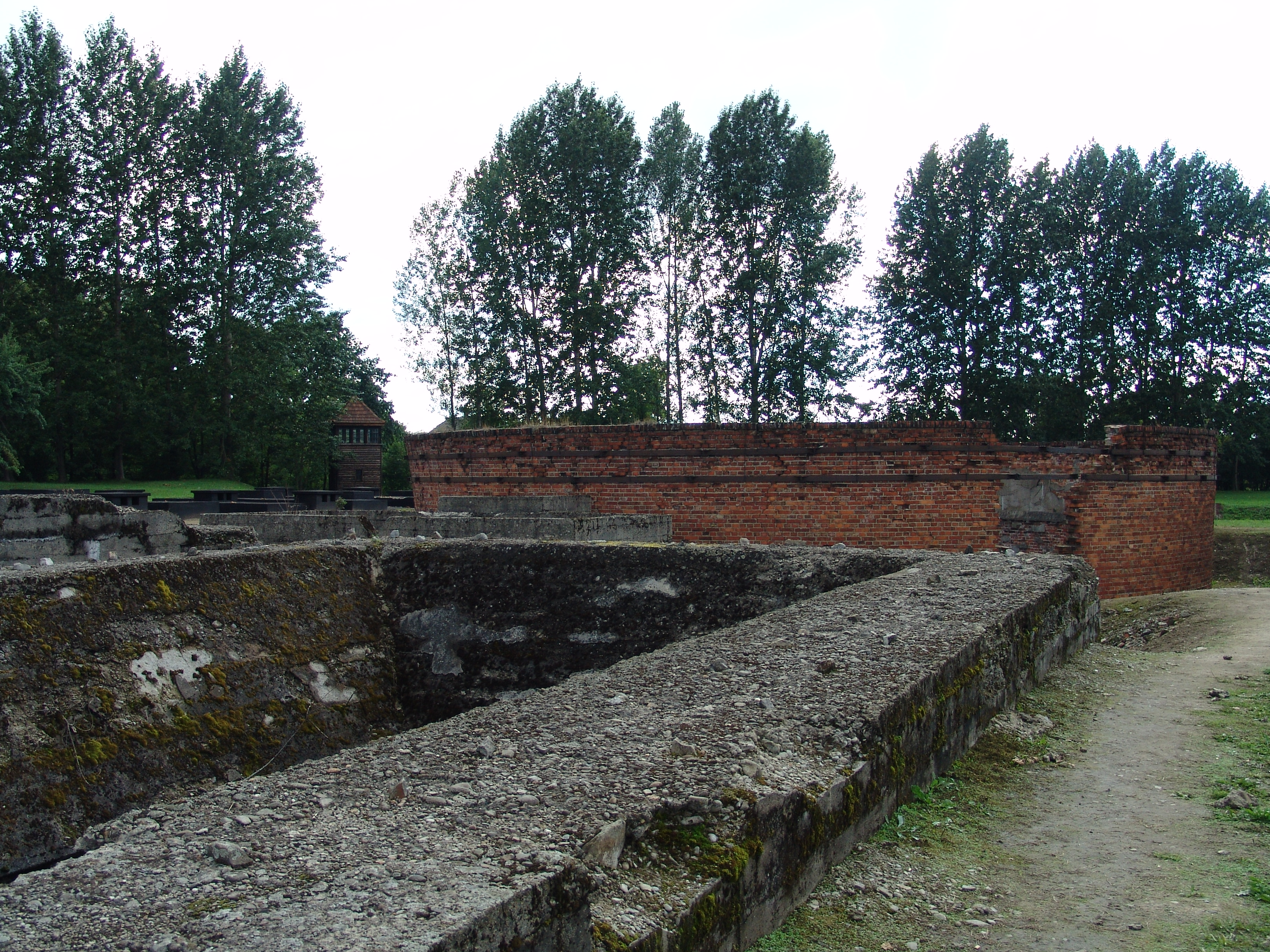
Ruinele camerelor de gazare de la Auschwitz II (Birkenau)

La lagărele de exterminare cu camere de gazare, toți prizonierii soseau cu trenul și erau duși direct de pe peron la o zonă de recepție, unde le erau luate toate hainele și obiectele personale. Apoi erau mânați, dezbrăcați, în camerele de gazare. De obicei, li se spunea că acestea erau dușuri sau camere de despăduchere, iar pe ușile lor scria "baie" și "saună." Uneori li se dădea un prosop și un săpun pentru a evita panica, și li se cerea să țină minte unde își puseseră lucrurile, pentru același motiv. Când cereau apă pentru că le era sete după drumul lung în trenurile marfare, li se spunea să se grăbească, pentru că în lagăr îi aștepta cafea și că se răcește.
Conform lui Rudolf Höss, comandantul lagărului Auschwitz, în buncărul 1 încăpeau 800 de oameni, iar în buncărul 2 încăpeau 1.200. Odată ce camera era plină, ușile erau închise ermetic și se aruncau tuburi de Zyklon-B în camere prin găuri din zidurile laterale, tuburi ce emanau un gaz toxic. Cei aflați înauntru mureau în 20 de minute; viteza morții depindea de cât de aproape erau deținuții de gurile de gaz, conform cu declarațiile lui Höss, care a estimat că o treime din victime mureau imediat. Joann Kremer, medic SS care superviza gazările, a declarat că: "Țipetele și strigătele victimelor se auzeau prin deschizături și era clar că luptau pentru viața lor." Când erau scoase, dacă încăperea era aglomerată, cum se întâmpla deseori, victimele erau găsite aproape ghemuite, cu pielea colorată în roz cu pete roșii și verzi, unii cu spumă la gură sau sângerând din urechi.
Gazul era pompat afară, cadavrele scoase (ceea ce dura până la patru ore), plombele de aur din dinți erau extrase cu cleștii de prizonierii dentiști, iar părul femeilor era tăiat. Podeaua camerei de gazare era curățată, iar zidurile spoite. Munca era făcută de prizonieri Sonderkommando⁠(d), evrei care sperau să mai câștige câteva luni de viață. În crematoriile 1 și 2, Sonderkommando trăiau într-un pod deasupra crematoriilor; în crematoriile 3 și 4, ei locuiau chiar în camerele de gazare. Când cei din Sonderkommando terminau cu cadavrele, SS făcea verificări pentru a vedea dacă a fost extras tot aurul din gurile victimelor. Dacă la o verificare reieșea că fusese omisă vreo bucată de aur, prizonierul Sonderkommando responsabil era aruncat în cuptor de viu ca pedeapsă.
La început, cadavrele erau îngropate în gropi adânci și acoperite cu var nestins, dar între septembrie și noiembrie 1942, din ordinele lui Himmler, acestea au fost dezgropate și arse. În primăvara lui 1943, s-au construit noi camere de gazare și crematorii pentru a face față numărului de prizonieri.
| “ | O altă îmbunătățire pe care am făcut-o față de Treblinka a fost că am construit camere de gazare pentru 2 000 de oameni, pe când la Treblinka în cele 10 camere de gazare încăpeau doar 200 de oameni fiecare. Felul cum selectam victimele era după cum urmează: aveam doi medici SS de serviciu la Auschwitz pentru a examina transporturile de prizonieri. Prizonierii erau marcați de unul din medici care lua pe loc decizia din mers. Cei buni de muncă erau trimiși în lagăr. Ceilalți erau trimiși imediat în uzinele de exterminare. Copiii mai mici erau invariabil exterminați, pentru că nu erau buni de muncă, fiind prea tineri. O altă îmbunătățire față de Treblinka a fost că la Treblinka victimele știau aproape de fiecare dată că aveau să fie exterminate, dar la Auschwitz încercam să păcălim victimele, să le facem să creadă că sunt trimise la despăduchere. Bineînțeles, adesea își dădeau seama care erau intențiile noastre reale și uneori aveam probleme din această cauză. Foarte des femeile își ascundeau copiii în haine dar bineînțeles când îi găseam îi trimiteam și pe ei la exterminare. Trebuia să facem aceste exterminări în secret dar sigur că mirosul urât de la arderea continuă a cadavrelor impregnase întreaga zonă și toți oamenii care locuiau în comunitățile din împrejurimi știau că la Auschwitz se fac exterminări. | ” |

### Rezistența evreiască
Yehuda Bauer⁠(d) și alți istorici afirmă că rezistența era nu doar opoziția fizică, ci orice activitate care le redădea evreilor demnitatea și umanitatea în cele mai umilitoare și inumane condiții.

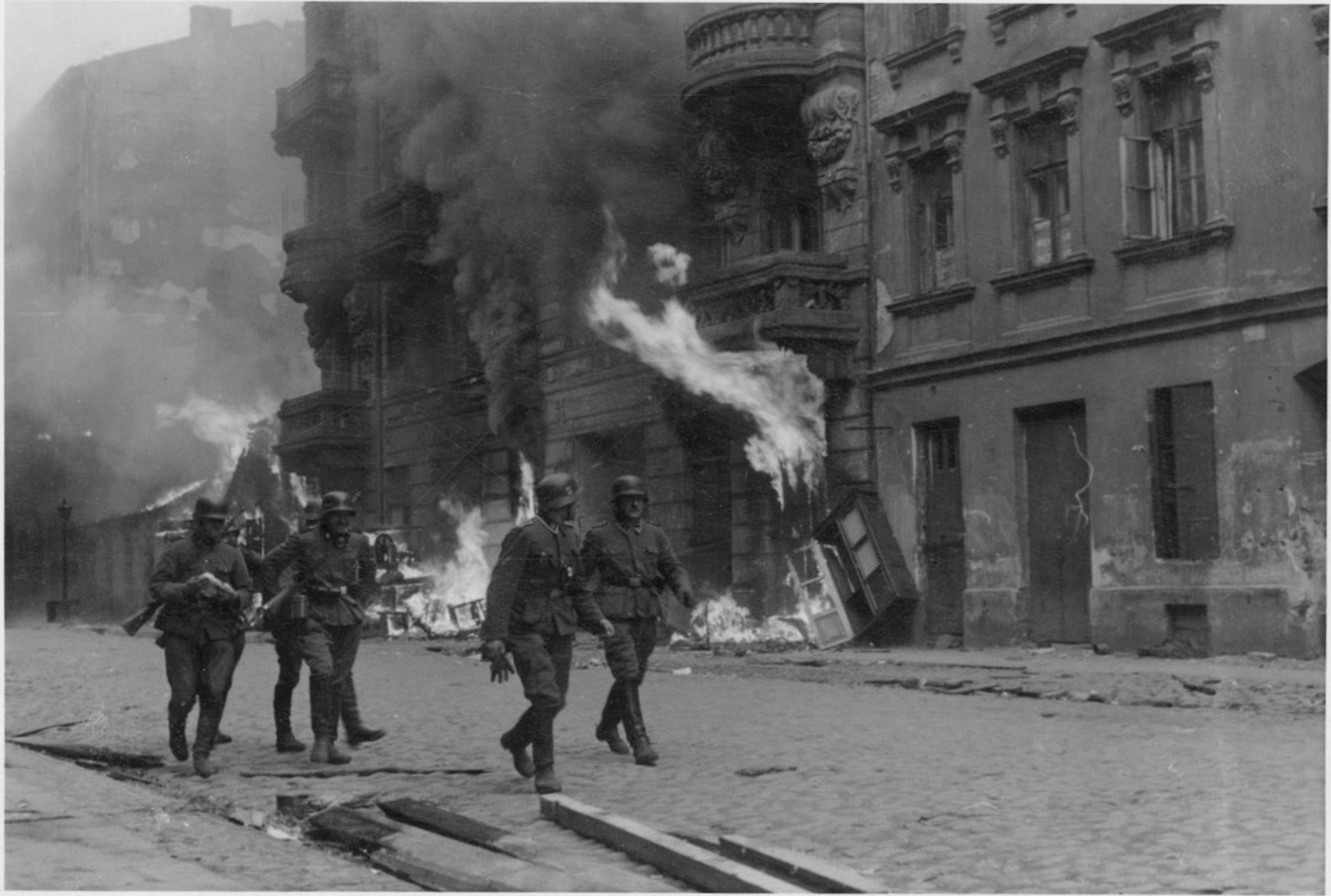
Imagine din timpul revoltei din ghetoul Varșovia.

| “ | În fiecare ghetou, în fiecare tren de deportare, în fiecare lagăr de muncă, chiar și în lagărele de exterminare, voința de rezistență a fost puternică, și a luat multe forme. Lupta cu puținele arme ce puteau fi găsite, acte individuale de sfidare și protest, curajul de a obține hrană și apă sub amenințarea morții, superioritatea de a refuza germanilor satisfacția de a vedea panica și disperarea evreilor. Chiar și pasivitatea era o formă de rezistență. A muri cu demnitate era o formă de rezistență. A rezista forțelor răului, demoralizatoare, brutalizante, a refuza reducerea la nivelul de animale, a supraviețui supliciului, a trăi mai mult decât torționarii, acestea au fost acte de rezistență. Chiar și a da, după toate acestea, mărturie despre evenimente a fost, în final, o contribuție la victorie. Simpla supraviețuire era o victorie a spiritului uman." | ” |

Au existat multe exemple de rezistență a evreilor la Holocaust, cea mai importantă fiind revolta din ghetoul Varșovia din ianuarie 1943, când mii de luptători evrei slab înarmați au rezistat împotriva SS timp de patru săptămâni, și au ucis câteva sute de germani înainte de a fi striviți de forțe net superioare. Aceasta a fost urmată de revolta din lagărul de exterminare Treblinka din mai 1943, când 200 de deținuți au reușit să evadeze din lagăr după lupte cu paznicii. După două săptămâni, a fost o altă revoltă la ghetoul din Białystok. În septembrie, a existat o altă revoltă, de scurtă durată, în ghetoul din Vilnius. În octombrie, 600 de prizonieri evrei și ruși au încercat o evadare din lagărul de exterminare Sobibór. Aproximativ 60 au supraviețuit și s-au alăturat partizanilor sovietici. Majoritatea participanților la aceste revolte au fost uciși, dar unii au reușit să evadeze și s-au alăturat unităților de partizani.
Pe 7 octombrie 1944, Sonderkommando⁠(d)urile evreiești de la Auschwitz au pus la cale o revoltă. Femeile deținute aduseseră explozivi de la o fabrică de armament, și Crematoriul IV a fost parțial distrus de o explozie. Apoi prizonierii au încercat o evadare în masă, dar toți 250 au fost uciși curând după aceea.
Se estimează că 20.000 până la 30.000 partizani evrei au luptat activ contra naziștilor și colaboratorilor acestora în Europa de Est. Brigada Evreiască, o unitate de 5.000 de voluntari din Mandatul Britanic al Palestinei au luptat în armata britanică. Voluntarii vorbitori de germană din Grupul Special de Interogare a efectuat operațiuni de comando și sabotaj împotriva naziștilor în spate liniilor frontului în Campania din Deșertul de Vest.
În Polonia și în teritoriile sovietice ocupate, mii de evrei au fugit în mlaștini și păduri și s-au alăturat partizanilor, deși mișcările de partizani nu i-au primit întotdeauna în rândurile lor. În Lituania și Belarus, o regiune cu mare concentrație de evrei și, în același timp, o regiune potrivită pentru operațiunile de gherilă, au operat grupuri de partizani care au salvat sute de evrei de la exterminare. Asemenea ocazii, bineînțeles, nu au existat pentru populația evreiască din orașe ca Amsterdam sau Budapesta. Intrarea în rândurile partizanilor era o opțiune doar pentru cei tineri și sănătoși, dispuși să-și abandoneze familiile. Puternicul simț evreiesc de solidaritate familială a făcut aceasta să nu fie o opțiune pentru mulți evrei, care au preferat să moară împreună decât să se despartă.
Pentru marea majoritate a evreilor, rezistența putea lua doar forme pasive de tergiversare, evitare, negocieri și, unde era posibil, mituire a oficialilor germani. Naziștii au încurajat aceasta forțând comunitățile evreiești să-și asigure singure ordinea, prin organe cum a fost Asociația Evreilor din Reich (Reichsvereinigung der Juden) din Germania și Consiliile Evreiești (Judenrate) din ghetourile urbane din Polonia. Germanii au promis concesii în schimb pentru fiecare predare, prinzând conducerile evreiești atât de profund în plasa unor compromisuri bine intenționate încât o decizie comună de a lupta nu ajungea niciodată posibilă. Supraviețuitorul Holocaustului Alexander Kimel scrie: "Tinerii din ghetouri visau să lupte. Cred că, deși existau mulți factori care ne-au inhibat reacțiile, cei mai importanți factori au fost izolarea și condiționarea istorică de a acepta martiriul."
Condiționarea istorică a comunităților evreiești din Europa de a accepta persecuția și de a evita dezastrul prin compromis și negociere a fost cel mai important factor în eșecul rezistenței până la capăt; Revolta din ghetoul Varșovia a avut loc doar după ce populația evreiască a fost redusă de la 500.000 la 100.000 și după ce a devenit evident că niciun alt compromis nu era posibil. Paul Johnson⁠(d) scrie: "Evreii fuseseră persecutați timp de un mileniu și jumătate și învățaseră din lunga lor experiență că rezistența costa vieți și nu le salva. Istoria lor, teologia lor, folclorul lor, structura lor socială, și chiar vocabularul îi pregătea să negocieze, să plătească, să se roage, să protesteze, și nu să lupte."
Comunitățile evreiești au fost, sistematic, înșelate cu privire la intențiile germanilor și au fost private de majoritatea surselor de știri din lumea exterioară. Germanii le-au spus evreilor că erau deportați în lagăre de muncă — proces denumit eufemistic "reașezarea în est" — și au păstrat această iluzie prin metode elaborate până la ușa camerelor de gazare pentru a evita revoltele. După cum au depus mărturie fotografii, evreii coborau din trenuri la gările de la Auschwitz și de la alte lagăre de exterminare ducând saci sau valize, neavând nicio idee cu privire la soarta care îi aștepta. Zvonuri despre realitatea lagărelor de exterminare se răspândeau doar foarte încet în ghetouri și nu erau de obicei crezute, așă cum nu au fost crezuți nici curieri ca Jan Karski, luptător în rezistența poloneză, care aduceau aceste vești Aliaților occidentali.

### Experimentele medicale
SS a utilizat deținuții lagărelor de concentrare și exterminare drept cobai în experimente medicale. Deținuți evrei, dar și neevrei, au fost utilizați în diverse experimente. Cel mai celebru dintre acești medici a fost Josef Mengele, care a lucrat la Auschwitz. Printre experimentele lui se numărau punerea subiecților în camere de presiune, testare de medicamente pe ei, înghețarea lor, încercarea de a le schimba culoarea ochilor prin injectarea de substanțe în ochii copiilor, amputări și alte operații. Alte experimente s-au făcut la Buchenwald, Dachau, Natzweiler⁠(d), Neuengamme, Ravensbrück, Sachsenhausen și în alte locuri. Unele dintre experimente implicau sterilizarea bărbaților și femeilor, tratarea de răni din război, căutarea de moduri de a contracara armele chimice, cercetarea de vaccinuri și medicamente și supraviețuirea în condiții grele. Aceste experimente au încălcat normele ce impuneau consimțământul subiecților și au fost efectuate fără a ține cont de etica medicală. Cel puțin 7000 de deținuți au fost supuși acestor experimente, iar majoritatea au murit în timpul lor sau imediat după.

### Punctul culminant
Heydrich a fost asasinat la Praga în iunie 1942 și la conducerea RSHA, în locul lui, a fost desemnat Ernst Kaltenbrunner. Kaltenbrunner și Eichmann, sub atenta supraveghere a lui Himmler, au supervizat punctul culminant al Soluției Finale. În anii 1943 și 1944, lagărele de exterminare au funcționat la putere maximă, ucigând sutele de mii de oameni care le erau trimiși cu trenul din aproape toate țările aflate în sfera de influență germană. La Auschwitz, până la 6.000 de oameni erau gazați în fiecare zi până în primăvara anului 1944.
În ciuda productivității mari a industriilor de război bazate pe ghetourile evreiești din Guvernământul General, în 1943 acestea au fost lichidate și populațiile lor au fost trimise în lagăre pentru exterminare. Cea mai mare operație de acest gen, deportarea a 100.000 de oameni din ghetoul Varșovia la începutul lui 1943, a provocat revolta din ghetoul Varșovia, reprimată cu mare brutalitate. În același timp, transporturi pe calea ferată soseau regulat din Europa de sud și de vest. Puțini evrei din teritoriile sovietice ocupate erau trimiși în lagăre: uciderea evreilor din această zonă fusese lăsată în mâinile SS, ajutat de trupe auxiliare recrutate dintre localnici. În orice caz, până la sfârșitul lui 1943, germanii fuseseră îndepărtați din majoritatea regiunilor sovietice.
Transporturile de evrei în lagăre avea prioritate pe căile ferate germane, și a continuat chiar în fața situației militare din ce în ce mai dificile după Bătălia de la Stalingrad de la sfârșitul lui 1942 și în fața atacurilor aeriene ale Aliaților îndreptate împotriva industriei și transporturilor germane. Comandanții militari și directorii economici se plângeau de această deturnare a resurselor și de uciderea muncitorilor calificați evrei, care nu puteau fi înlocuiți. Mai mult, până în 1944, era evident pentru majoritatea germanilor care nu erau orbiți de fanatismul nazist că Germania era pe cale să piardă războiul. Mulți oficiali înalți începuseră să se teamă de răzbunarea ce urma să se abată asupra Germaniei și asupra lor personal pentru crimele comise în numele lor. Dar puterea lui Himmler și a SS-ului în cadrul Reichului era prea mare, iar Himmler putea oricând să invoce autoritatea lui Hitler pentru cererile lui.
În octombrie 1943, Himmler a ținut un discurs în fața oficialilor Partidului Nazist, la Posen (Poznan, astăzi în vestul Poloniei). Aici, s-a apropiat mai mult ca niciodată de a declara explicit că intenționa să extermine evreii din Europa:
| “ | Aici, în cele mai apropiate cercuri, pot să ating o chestiune pe care voi, tovarășii mei de partid, ați luat-o întotdeauna de bună, dar care a devenit pentru mine cea mai mare problemă a vieții mele, problema evreiască … Vă cer ca ceea ce vă spun în acest cerc să ascultați, dar să nu spuneti altădată altcuiva … Ajungem la întrebarea: cum rămâne cu femeile și copiii? Am ajuns chiar și aici la o soluție complet clară. Nu consider că se justifică să eradicăm bărbații — adică să-i ucidem sau să ordonăm să fie uciși — și să lăsăm copiii să crească cu dorința de răzbunare … Decizia cea grea a trebuit să fie luată, ca acești oameni să fie făcuți să dispară de pe fața pământului. | ” |

Printre cei prezenți la acest discurs s-a numărat și amiralul Karl Dönitz și ministrul armamentului Albert Speer, ambii care au susținut, ulterior, la procesul de la Nürnberg că nu știau despre Soluția Finală. Textul acestui discurs nu a fost cunoscut la momentul procesului acestora.
Scara exterminărilor s-a redus întrucâtva la începutul lui 1944 după ce au fost golite ghetourile din Polonia, dar în martie 1944, Hitler a ordonat ocuparea militară a Ungariei și Eichmann a fost trimis la Budapesta pentru a superviza deportarea celor 800.000 de evrei din Ungaria. Peste jumătate din ei au fost trimiși la Auschwitz în acel an. Comandantul Rudolf Höss a spus la procesul său că a ucis 400.000 de evrei din Ungaria în trei luni. Această operațiune a întâmpinat o puternică opoziție în cadrul ierarhiei naziste și s-a sugerat ca Hitler să ofere Aliaților un pact prin care evreii din Ungaria să fie cruțați în schimb pentru o pace mai favorabilă. Au existat negocieri neoficiale în Istanbul între agenții lui Himmler, agenți britanici și reprezentanți ai organizațiilor evreiești, și la un anume punct, a existat o încercare a lui Eichmann de a da un milion de evrei pentru 10.000 de camioane - așa-numita propunere "sânge contra bunuri" — dar nu exista vreo posibilitate reală de a se ajunge la un astfel de acord.

### Evadări, publicări de știri despre lagărele de exterminare (aprilie–iunie 1944)
Evadările din lagăre erau rare, dar nu necunoscute. Puținele evadări reușite de la Auschwitz au fost posibile datorită infiltraților polonezi din lagăr și datorită localnicilor din exterior. În 1940, comandantul lagărului Auschwitz a raportat că "populația locală este compusă din polonezi fanatici și … pregătită să treacă la acțiune împotriva personalului SS al lagărului. Toți prizonierii care au reușit să evadeze poate conta pe ajutorul lor în momentul în care ajunge la zidul primei gospodării poloneze."
În februarie 1942, un deținut evadat din lagărul de exterminare Chełmno, Jacob Grojanowski, a ajuns în ghetoul Varșovia, unde a dat informații detaliate despre lagărul de la Chełmno grupului Oneg Shabbat. Raportul său, cunoscut sub numele de Raportul Grojanowski, a fost scos din ghetou prin intermediul infiltraților polonezi către Armed Forces Delegation for Poland⁠(d), și a ajuns la Londra în iunie 1942. Nu este clar ce anume s-a făcut cu acel raport după aceasta.
În 1943, vești despre gazarea evreilor au fost anunțate la radio din Londra, în emisiuni difuzate în Olanda. Au fost publicate și în ziare ilegale ale rezistenței olandeze (de exemplu în Het Parool din 27 septembrie 1943). Totuși, veștile erau atât de incredibile încât mulți le-au considerat propagandă de război. Deoarece aceste publicări s-au dovedit contraproductive pentru rezistența olandeză, ele au fost oprite. Cu toate acestea, mulți evrei au fost avertizați că urmează să fie omorâți, pentru că niciun mesaj de la cei deportați nu ajunsese înapoi în Olanda, dar în practică o evadare era pentru mulți din ei imposibilă, astfel că au preferat să creadă că avertismentele erau false.
În aprilie 1943, Witold Pilecki, un membru al rezistenței poloneze, a evadat de la Auschwitz cu informații care au devenit baza unui raport în două părți în august 1943 și care a fost trimis Biroului de Servicii Strategice din Londra. Raportul includea detalii despre camerele de gazare, despre "selecție," și despre experimentele de sterilizare. Stipula că existau trei crematorii în Birkenau capabile să ardă 10.000 de oameni pe zi, și că 30.000 de oameni fuseseră gazați într-o singură zi. Autorul scria: "Istoria nu cunoaște o distrugere a vieții umane comparabilă cu aceasta." Raul Hilberg scrie că raportul a fost clasificat cu o notă care specifica faptul că nu există nicio indicație cu privire la încrederea ce poate fi acordată sursei.
Rudolf Vrba și Alfréd Wetzler, deținuți evrei au evadat din Auschwitz în aprilie 1944, ajungând în cele din urmă în Slovacia. Documentul de 32 de pagini pe care l-au dictat oficialilor evrei despre exterminările de la Auschwitz a devenit cunoscut sub numele raportul Vrba-Wetzler. Vrba avea memorie fotografică și lucrase la Judenrampe, unde evreii erau debarcați din trenuri pentru a fi "selectați" fie pentru gazare, fie pentru muncă forțată. Nivelul de detaliu cu care el a descris transporturile a permis oficialilor slovaci să-i compare relatarea cu propriile lor arhive de deportare, iar coroborarea acestora a permis Aliaților să ia acest raport în serios.
Doi alți deținuți de la Auschwitz, Arnošt Rosin și Czesław Mordowicz au evadat pe 27 mai 1944, sosind în Slovacia pe 6 iunie, ziua debarcării în Normandia (Ziua Z). Auzind de Normandia, au crezut că războiul s-a terminat și s-au îmbătat sărbătorind, folosind dolari pe care îi scoseseră din lagăr. Au fost arestați pentru violarea legilor monetare, și au petrecut opt zile în închisoare, înainte ca Judenratul să le plătească amenzile. Informațiile adiționale pe care le-au oferit Judenratului au fost adăugate raportului lui Vrba și Wetzler și au devenit cunoscute sub numele de Protocoalele Auschwitz. Acestea relatau că, între 15 și 27 mai 1944, 100.000 de evrei din Ungaria ajunseseră la Birkenau, și fuseseră uciși cu o viteză fără precedent, grăsimea umană fiind folosită pentru a accelera arderea.
BBC și The New York Times au publicat materiale din raportul Vrba-Wetzler pe 15 iunie și pe 20 iunie 1944. Presiunea ulterioară din partea liderilor mondiali l-a convins pe Miklós Horthy să oprească deportările în masă ale evreilor din Ungaria la Auschwitz pe 9 iulie, salvând până la 200.000 de evrei de lagărele de exterminare.

### Marșurile morții (1944 – 1945)
Până la sfârșitul lui 1944, soluția finală fusese derulată. Acele comunități evreiești ușor accesibile regimului nazist fuseseră exterminate în proporții de la peste 90% în Polonia, până la aproximativ 25% în Franța. În luna mai, Himmler anunța într-un discurs că "problema evreiască din Germania și din țările ocupate a fost rezolvată." În anul 1944, continuarea acțiunilor pentru aplicarea așa-zisei soluții finale a devenit mult mai dificilă. Armatele germane se retrăgeau din Uniunea Sovietică, din Balcani și din Italia, iar aliații Germaniei erau înfrânți sau se întorceau împotriva ei (încă din 1943: Italia). În iunie 1944, forțele aliate occidentale au debarcat în Franța. Atacurile aeriene aliate și operațiunile partizanilor făceau transportul feroviar din ce în ce mai dificil, precum și obiecțiile militarilor la deturnarea transportului feroviar în scopul transportului evreilor în Polonia mai urgente și mai greu de ignorat.
Pe măsură ce armata sovietică, pătrunsă în Polonia, se apropia, lagărele din estul Poloniei au fost închise, deținuții acestora evacuați în vest, în lagăre mai apropiate de Germania, întâi la Auschwitz-Birkenau, apoi la Groß-Rosen⁠(d), ambele situate în provincia Silezia. Auschwitz însuși a fost închis când sovieticii au înaintat pe teritoriul Poloniei. Ultimii 13 prizonieri, toți femei, au fost uciși la Auschwitz II la 25 noiembrie 1944; documentele arată că au fost unmittelbar getötet ("omorâte nemijlocit"), doar felul omorului nefiind clar: prin gazare sau altfel.
În ciuda situației militare disperate, naziștii au organizat acțiuni de amploare pentru a ascunde și distruge dovezile a ceea ce se întâmplase în lagăre. Camerele de gazare au fost demontate, crematoriile dinamitate, cadavrele din gropile comune dezgropate și arse, iar țăranii polonezi au fost puși să cultive terenurile respective pentru a se lăsa impresia că nu existaseră niciodată. În octombrie 1944, Himmler, despre care se crede că negociase un pact secret cu Aliații fără să-l înștiințeze pe Hitler, a ordonat ca soluția finală să fie oprită. Dar ura față de evrei era atât de puternică în rândurile SS, încât ordinul lui Himmler a fost ignorat. Comandanții locali, inclusiv civili, au continuat să ucidă evrei și să-i silească la marșuri extenuante din lagăr în lagăr până în ultimele săptămâni ale războiului.
Mulți dintre ei fiind bolnavi după luni sau ani de violențe și înfometare, prizonierii erau forțați să mărșăluiască zeci de kilometri prin zăpadă până la gări, apoi, transportați zile întregi, fără mâncare sau adăpost, în trenuri de marfă cu vagoane deschise, iar, în final, forțați să mărșăluiască din nou la capătul călătoriei către un nou lagăr. Cei care cădeau sau rămâneau în urmă erau împușcați. Aproximativ 100.000 de evrei au murit în timpul acestor marșuri.
Cel mai mare și cunoscut dintre aceste marșuri ale morții a avut loc în ianuarie 1945, când armata sovietică a avansat în Polonia. Cu nouă zile înainte ca sovieticii să ajungă la Auschwitz, SS a scos 60.000 de prizonieri din lagăr către Wodzislaw, la 56 km distanță, unde au fost urcați în trenuri de marfă spre alte lagăre. Aproximativ 15.000 au murit pe drum. Elie Wiesel și tatăl său, Shlomo, au fost printre supraviețuitorii acestui marș:
| “ | Un vânt rece bătea în rafale violente. Dar am mers înainte fără să ne oprim. Întuneric beznă. Din când în când, o explozie în noapte. Aveau ordine să tragă în oricine nu putea ține pasul. Cu degetele pe trăgaci, nu au renunțat la această plăcere. Dacă unul din noi se oprea o clipă, o împușcătură îl termina pe alt nenorocit jegos. Lângă mine, oameni cădeau în zăpada murdară. Împușcături. | ” |

### Eliberarea

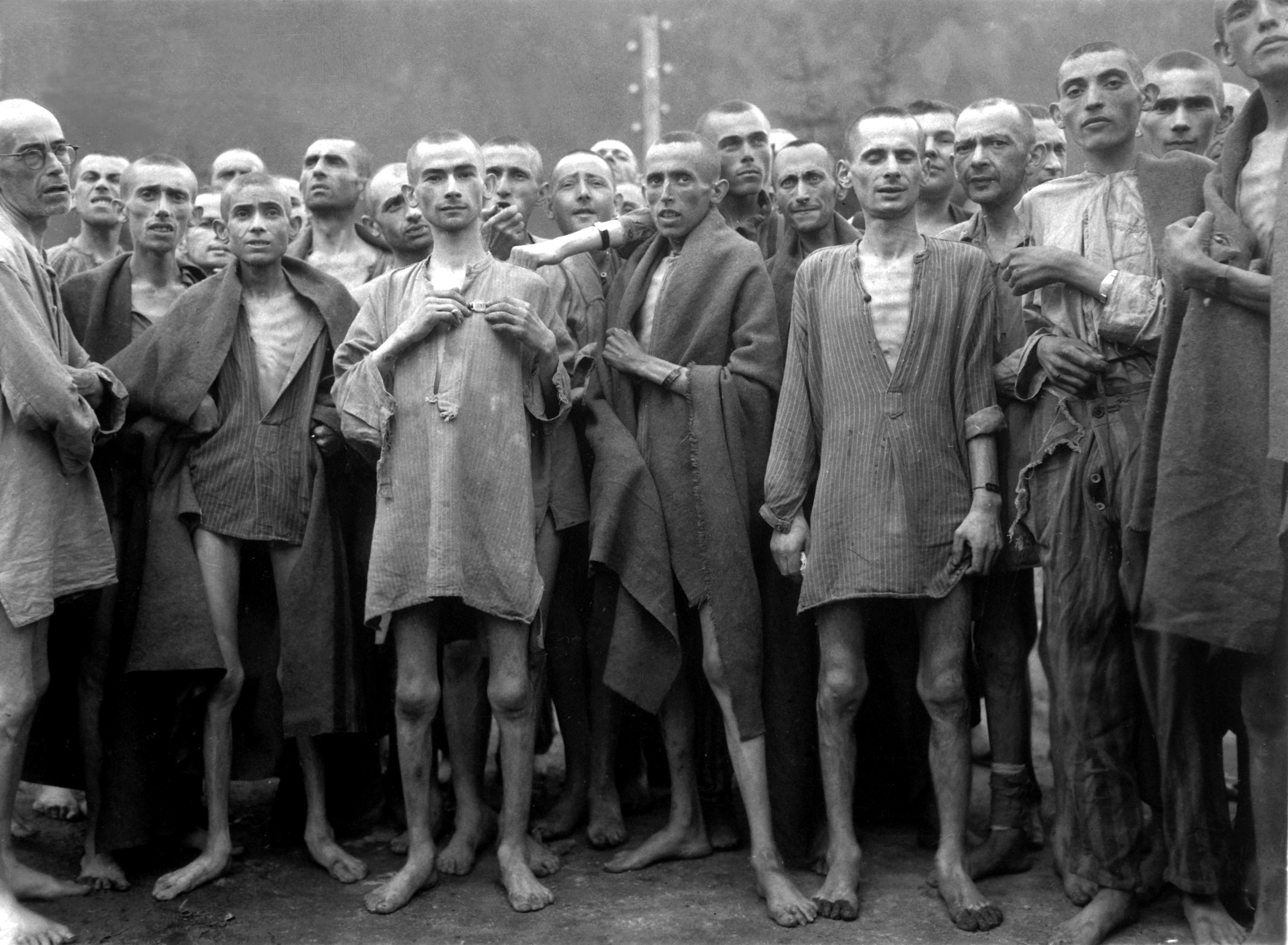
Prizonieri înfometați din lagărul Mauthausen, Ebensee, Austria, eliberat de Divizia 80 Infanterie a Statelor Unite la 5 mai 1945.

Primul lagăr mare, Lagărul de exterminare Majdanek, a fost descoperit de sovietici la 23 iulie 1944. Auschwitz a fost eliberat tot de Armata Roșie la 27 ianuarie 1945; Buchenwald - de americani la 11 aprilie; Bergen-Belsen - de britanici la 15 aprilie; Dachau - de americani la 29 aprilie; Ravensbrück - de sovietici în aceeași zi; Mauthausen⁠(d) - de americani la 5 mai; și Theresienstadt de sovietici - la 8 mai. Treblinka, Sobibór, și Bełżec nu au fost niciodată eliberate, deoarece fuseseră distruse de naziști în 1943. Colonelul William W. Quinn din Armata a Șaptea americană a spus despre Dachau: „Acolo trupele noastre au găsit imagini, sunete și miasme mai oribile ca orice imaginație, cruzimi atât de enorme, că sunt de neînțeles pentru mintea normală”.
În majoritatea lagărelor descoperite de sovietici, cei mai mulți deținuți fuseseră evacuați, rămânând abandonați doar câteva mii în viață. De exemplu, 7.000 de deținuți au fost găsiți la Auschwitz-Birkenau, inclusiv 180 de copii pe care medicii făcuseră experimente. Divizia a 11-a blindată britanică a găsit circa 60.000 de deținuți în lagărul de la Bergen-Belsen,, 13.000 de cadavre erau neîngropate. Dintre supraviețuitorii găsiți au murit, în următoarele câteva săptămâni, de tifos sau malnutriție circa zece mii. Britanicii au forțat gardienii SS rămași în lagăr să adune cadavrele și să le îngroape în gropi comune.
Richard Dimbleby⁠(d) de la BBC a descris scenele găsite de el împreună cu armata britanică la Belsen:
| “ | Aici, aproape jumătate de hectar de pământ era plin de oameni morți sau pe moarte. Nu se deosebeau unii de alții... Cei vii zăceau cu capetele sprijinite de cadavre și în jurul lor rătăceau fără țintă procesiuni fantomatice de oameni numai piele și os, care nu aveau nimic de făcut și nu aveau nicio speranță de viață, incapabili să se dea la o parte din drum, incapabili să privească grozăviile din jurul lor … Se născuseră copii acolo, mici făpturi ofilite ce nu puteau trăi … O mamă, înnebunită, a țipat la un soldat englez să-i dea lapte pentru copil, și i-a aruncat în brațe micul prunc... El a desfăcut fașa și a găsit că copilul murise de câteva zile. Această zi la Belsen a fost cea mai oribilă zi din viața mea. | ” |